# 弗拉基米尔·列宁
弗拉基米爾·伊里奇·烏里揚諾夫（俄语：Владимир Ильич Ульянов，羅馬化：Vladimir Il'yich Ul'yanov，1870年4月22日—1924年1月21日），通稱列寧（Ленин，羅馬化：Lenin），俄罗斯共产主义革命家、政治家、思想家，是苏俄和苏联的主要缔造者、布尔什维克党的创始人、十月革命的主要领导人， 曾擔任苏维埃俄国和蘇聯人民委員會主席（1917年—1924年）。在他治理下，俄羅斯和往後的蘇聯成為接受布爾什維克（後來的蘇聯共產黨）领导的民主集中制社會主義國家。列寧的思想體系根基於馬克思主義，而其所發展的政治理論則被稱為「列寧主義」。
列寧出生於辛比爾斯克（今乌里扬诺夫斯克）的一個中產階級家庭，在兄長亚历山大·乌里扬诺夫於1887年遭到沙皇處決後，他決定接受革命社會主義的政治立場。由於參與反對俄羅斯帝國沙皇專制制度的抗議活動，導致他遭喀山帝国大學除名，他在隨後幾年則專注於法律學位上。1893年，他搬到聖彼得堡，成為俄國社會民主工黨高級幹部，主張馬克思主義。1897年，他因為被控煽动叛乱而遭逮捕，至舒申斯科耶度過長達3年的流放生涯，期間与娜傑日達·克魯普斯卡婭结婚。他在流放結束後搬往西歐，透過出版而成為著名的政黨理論家。1903年，他在俄国社会民主工党意識形態分裂中扮演著關鍵角色，領導布爾什維克對抗尤里·馬爾托夫的孟什维克。他鼓舞了1905年俄國革命的爆發，而後則發起活動，以讓第一次世界大戰轉為整個歐洲的無產階級革命；作為馬克思主義者，他相信這將推翻資本主義生產方式、且由社會主義社會替代。1917年，俄國二月革命推翻沙皇並建立俄國臨時政府，列寧則返回俄羅斯。之後他領導發動十月革命，使布爾什維克推翻新政權，建立蘇維埃俄國。
革命成功後，列寧領導的布爾什維克組成人民委員會（最高行政機關），部分權力則由民選的全俄罗斯苏维埃代表大会擁有。新政府曾為俄国立宪会议進行選舉，但隨後遭到廢除。在與同盟國簽署《布列斯特-立陶夫斯克條約》後，俄羅斯退出第一次世界大戰，並承認非俄羅斯民族國家獨立。右派和左派團體共組反對布爾什維克的軍隊，但在1917年至1922年的俄國內戰中戰敗。儘管蘇俄政府決定重新分配農民、國家銀行與大型工業的土地，不過為了應對戰爭破壞、饑荒與民眾暴動，列寧在1921年推行混合經濟體系的新经济政策，以促進經濟成長。為了設法推進世界革命，布尔什维克政權創辦第三國際，期間進行波蘇戰爭。1922年，蘇俄和鄰近國家簽署《苏联成立条约》，宣告蘇維埃社會主義共和國聯盟的成立。隨著健康越來越惡化，列寧對於其新當選總書記的约瑟夫·斯大林權力不斷增長，领导的中央组织局逐渐官僚化，以及格鲁吉亚事件的問題表示反對，但最終未能扭轉局勢。1924年，他於高爾基列寧斯克逝世。
列寧被廣泛視為20世紀最有影響且評價最具爭議的人物之一。自逝世后一直持續至1991年蘇聯解體為止，他成為蘇聯普遍推廣的個人崇拜對象。他還成為馬克思列寧主義的意識形態象徵，被全世界的共产主义者普遍认同为国际无产阶级革命的伟大导师和精神领袖，從而對国际共产主义运动帶來顯著影響。

## 早期生活

### 年少時期

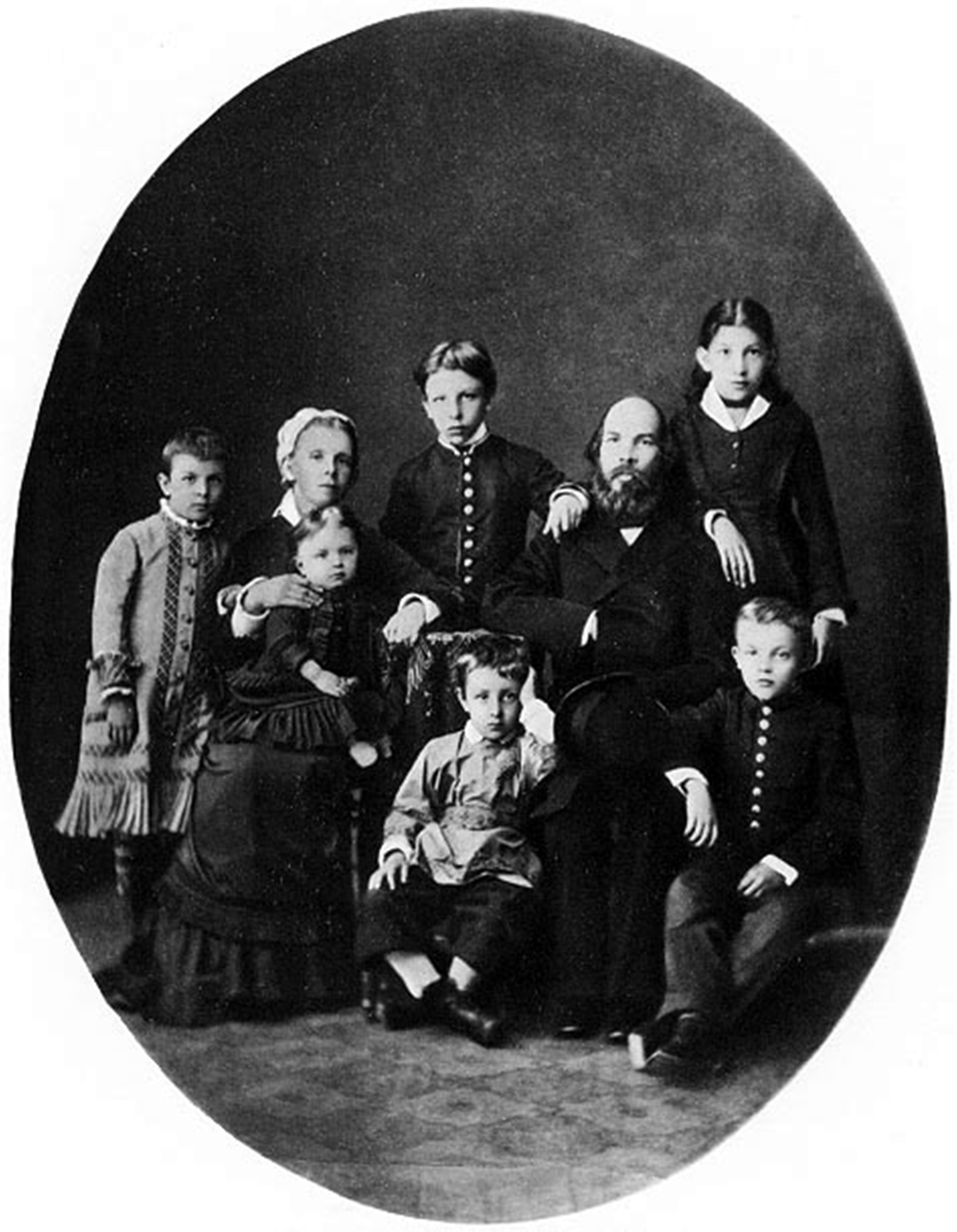
伊利亞·烏里揚諾夫和瑪麗亞·烏里揚諾娃結婚後，家庭成員包括安娜·叶利扎罗娃、亞歷山大·烏里揚諾夫、列寧、奥莉加·乌里扬诺娃、德米特里·烏里揚諾夫和瑪麗亞·烏里揚諾娃。

列寧的父親伊利亞·烏里揚諾夫出身于俄罗斯农奴家庭，然而其民族出身仍未確定，可能有俄羅斯人、楚瓦什人、莫尔多瓦人或卡尔梅克人的混合血統:12-13:7:21-23:13-15:6。儘管身處下層階級的背景，在喀山帝国大學學習物理和數學後，至奔薩貴族學院任教，因而成為中產階級:12-13:21-23:13-15:6。1863年中旬，伊利亞與瑪麗亞·烏里揚諾娃結婚:13:23。瑪麗亞的父親是曾改信基督教的俄羅斯猶太人醫生，母親則是德國與瑞典混血兒，擁有相對較富裕的出身背景，亦曾接受過教育:16-19, 23:12:15-18:5:20。結婚後不久，伊利亞晉升成為下諾夫哥羅德小學主任，在辛比爾斯克工作長達6年；當中在第5年，他因為政府現代化計畫而擢升為省級國立學校督学，負責監督450多間學校的基金。由於其在教育上的貢獻，因而贏得聖弗拉基米爾勳章、且授予世襲俄羅斯貴族地位:13-14:25, 27:18-19:4, 8:21。
1870年4月22日，弗拉基米爾·伊里奇·烏里揚諾夫出生於俄罗斯帝国的辛比爾斯克，出生數天後接受幼兒洗禮。列寧的童年暱稱為「沃洛佳」，他前面有姊姊安娜·叶利扎罗娃（1864年出生）和哥哥亚历山大·乌里扬诺夫（1868年出生），其後有妹妹奥莉加·乌里扬诺娃（1871年出生）、弟弟德米特里·烏里揚諾夫（1874年出生）和妹妹瑪麗亞·烏里揚諾娃（1878年出生），另外家裡還有兩個孩子在嬰兒期夭折:12, 14:13, 25:4:19-20:21-22。父親伊利亞是虔誠的俄羅斯正教會教徒，他讓孩子都接受幼兒洗禮；不過自命為信義宗信徒的瑪麗亞卻對宗教不太關心，這也跟著影響其孩子的觀點:14-15:29。
列寧的雙親都是君主主義和自由保守主義人士，支持改革派沙皇亞歷山大二世提出的1861年俄國農奴制度改革。他們避開政治激進分子，亦没有證據证明警方曾因其顛覆性思想罪而对列宁一家展開过監視:27:19。每年夏季，全家會在列尼涅科庫爾基諾農村莊園度假:18:26:20:7:64。在兄弟姊妹之中，列寧與妹妹奧莉加最為親近；他生性極為好勝，且可能相當頑劣，但也經常承認自己的不當行為:16:32-36。他熱衷於運動上，大部分空閒時間會待在戶外或是下棋。接受烏里揚諾夫斯克古典中學紀律和保守的教育時，列寧則於學校表現傑出:20:17:36-46:9。
1886年1月，列寧的父親顱內出血逝世，當時列寧16歲:19:48-49:10。隨後列寧的行為舉止變得古怪和挑釁，也很快宣布放棄對於上帝的信仰:50-51:16:69。與此同時，列寧就讀聖彼得堡帝国大學生物學系的兄長亞歷山大，反對沙皇亞歷山大三世君主專制的政治主張，開始投入研究遭取締的左派著作、及組織反對政府的抗議活動:16。他還加入计划暗殺沙皇亞歷山大三世的革命組織民意党，並挑選其製作炸彈:16，但在發起刺殺行動前，共謀成員便遭到逮捕和審訊。1887年5月20日，列寧的兄長亞歷山大遭到絞刑處死:10, 16:20, 22-24:52-58:21-28:23-25。儘管父親和兄長的逝世為自己帶來精神創傷，列寧仍然持續學習，並獲得金質獎章且順利畢業。爾後，他決定在喀山帝国大學學習法律:16:25:61:29。

### 接觸政治

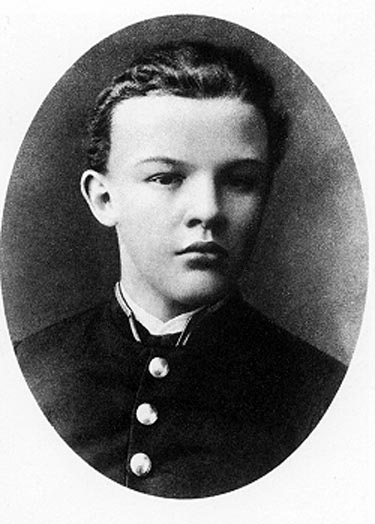
大约1887年的列宁

1887年8月，在开启喀山帝国大學就读的生活前，列寧搬入了大学旁的公寓:26:61-63。在大學裡，他加入由特定地區成員組成的同鄉會，並當選大學同鄉會委員會代表:29:26-27:64-68, 70。到了12月，由於政府取締學生社團的管制政策，列寧反對，並發動示威活動。警方因而逮捕列寧，且指控他為示威運動的主謀。隨後他遭到大學開除，而后俄羅斯帝國內務部又將列宁放逐至有他家族房产的科庫爾基諾:29:27:68-69:15:32。他在那裡積極閱讀書籍，且迷戀尼古拉·車爾尼雪夫斯基於1863年发表的革命小說《怎麼辦？》:28:30:12:32-33。
列寧的母親對於自己兒子的激進主張感到擔憂，遂說服俄羅斯帝國內務部允許列寧返回喀山，然而就讀大學的要求仍遭駁回:310:71。回到喀山後，列寧加入尼古拉·費多謝耶夫的革命討論圈，因而首次接觸卡爾·馬克思於1867年的著作《資本論》。這引起他對於社會政治理論——馬克思主義的興趣，特別是社會階段發展源於階級鬥爭發展結果的觀點，而資本主義社會最終將由社會主義社會、之後則是共產主義社會取代:32-33:72:30-31:18:33。由於注意到自己兒子激進的政治立場，列寧的母親購買位於薩馬拉州阿拉卡耶夫村的鄉村莊園，希望列寧能夠將注意力轉往農業上。然而列寧對於農場經營並無興趣，他的母親很快便賣掉土地，而保留建築作為夏季居所:33:74-76:31:17。1889年9月，烏里揚諾夫一家搬到位於窩瓦河河畔的港口城市薩馬拉，列寧還加入阿列克謝·斯克利亞連柯的社會主義討論圈:31:34:78。
斯克利亞連柯和列寧都受到馬克思主義影響，之後將卡爾·馬克思和弗里德里希·恩格斯於1848年发表的政治文獻《共產黨宣言》翻譯成俄語:18:34:77。列寧還開始閱讀俄羅斯馬克思主義者格奧爾基·普列漢諾夫的著作，並認同普列漢諾夫的論據；後者主張俄羅斯從封建制度移往資本主義至社會主義，必須憑藉無產階級或都市工人階級才能實現，但並非仰賴農民階級:31:34, 36-37:55, 80, 88-89:37-38:34-35。該馬克思主義觀點不同於民意黨在1860年代發展的均田社會主義運動，該民粹派觀點在俄羅斯革命運動具有主導地位，認為農民階級能藉由組建農民公社，得以越過資本主義、建立俄羅斯的社會主義:55:11, 24。列寧雖然拒絕均田社會主義的論據前提，但也受到彼得·特加乔夫、謝爾蓋·涅恰耶夫等均田社會主義者影響，並與數名民粹派人士交情甚好:79, 98。

## 革命活動

### 早年行動

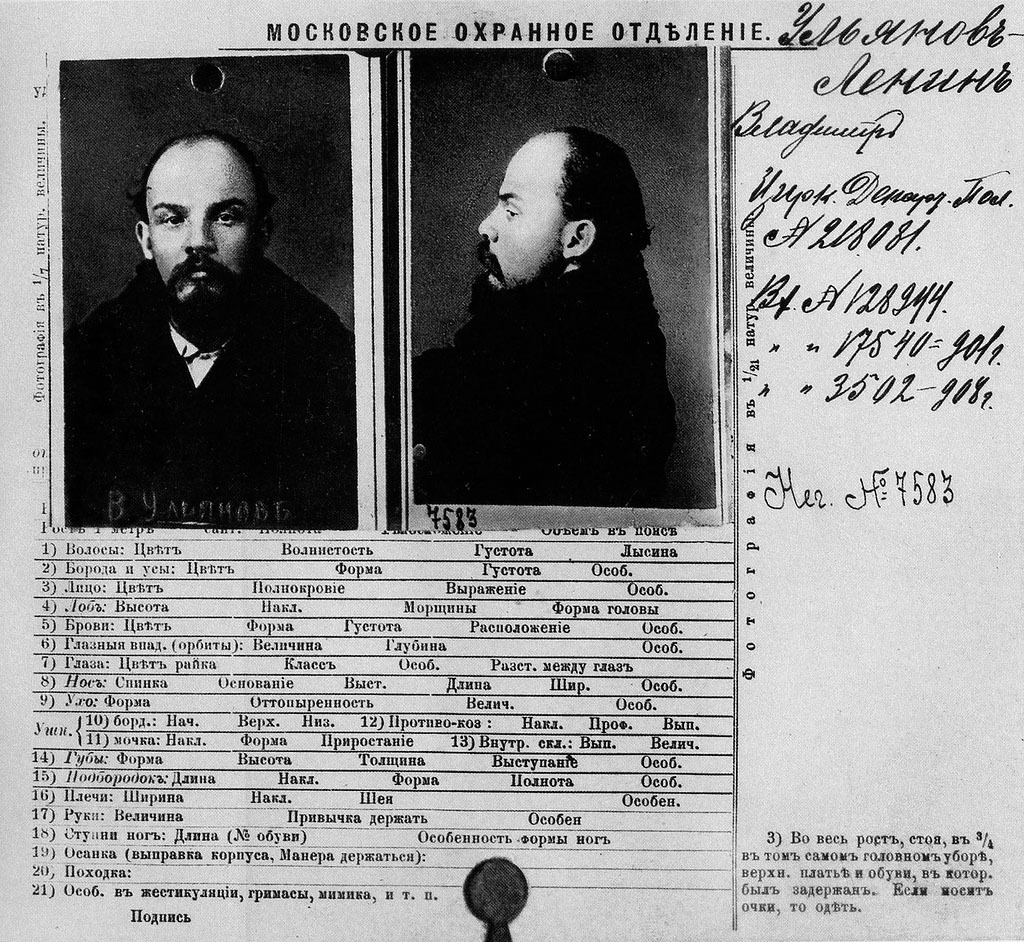
1895年，列寧因為參與聖彼得堡的工人階級解放鬥爭協會而遭到逮捕，秘密警察公共安全與秩序保衛部亦將此紀錄在案。

1890年4月，瑪麗亞憑藉著貴族遺孀在社會的影響力，說服當局同意讓列寧參加聖彼得堡帝国大學外部學位考試，列宁也因而獲得大學甲等畢業成績。然而列宁因为他的妹妹奧莉加因傷寒逝世而未能出席畢業典禮:31:82-86:18-19:40。列寧持續在薩馬拉居住幾年，第一份工作為地區法院的律師助理，之後他成為當地律師:18:31:40:86。他把大部分時間全心投入激進政治，持續參與斯克利亞連柯小組，且構想在俄羅斯實行馬克思主義的想法。受到普列漢諾夫工作啟發，列寧蒐集俄羅斯社會的資料，用於支持馬克思主義對於社會發展、反駁民粹派主張的解釋:21。他還針對農民經濟學撰寫文章，但遭到自由派雜誌《俄國思想》的拒絕:93-94。:34-38
1893年秋季，列寧搬往聖彼得堡:40,52:354:90-92:33。他先是擔任律師助理，後來在馬克思主義革命組織擔任高級幹部；該組織受到德國社會民主黨影響，也同樣自稱為「社會民主黨」:354:53。他在社會主義運動中公開聲援馬克思主義，並鼓勵在俄羅斯工業中心建立革命組織:96。隔年秋季，他領導馬克思主義工人圈，並在得知警方特務試圖滲透運動後，謹慎地掩蓋相關作為:355:105:22-23。期間，他與支持馬克思主義的學校教師娜傑日達·克魯普斯卡婭戀愛:20-21。他還基於自身在薩馬拉的經驗，撰寫政治小冊子《什麼是“人民之友”以及他們如何攻擊社會民主黨人？》，以批評均田社會主義的民粹派，並在1894年非法印製約200多份:34-36:25:45-46。:38-43
列寧希望強化自身的社會民主黨與劳动解放社的聯繫，後者是總部設在瑞士、由俄羅斯流亡分子組成的馬克思主義團體。他因此訪問瑞士，並與團體成員格奧爾基·普列漢諾夫、帕維爾·阿克雪里羅得會面:354:44-46:103:37:26:55。他之後前往巴黎，與馬克思的女婿保爾·拉法格會面；而在研究1871年的巴黎公社後，他認為這是無產階級政府的初始原型:103:37:26:46。在母親資助下，他先是在瑞士泡溫泉養生；之後他除了至柏林國立圖書館學習6個星期外，也與馬克思主義活動家威廉·李卜克内西會面:103:37:26:46。返回俄羅斯的非法革命刊物藏匿處後，他前往各個城市，並將著作發給罷工工人:26:47-48。

### 流放生涯

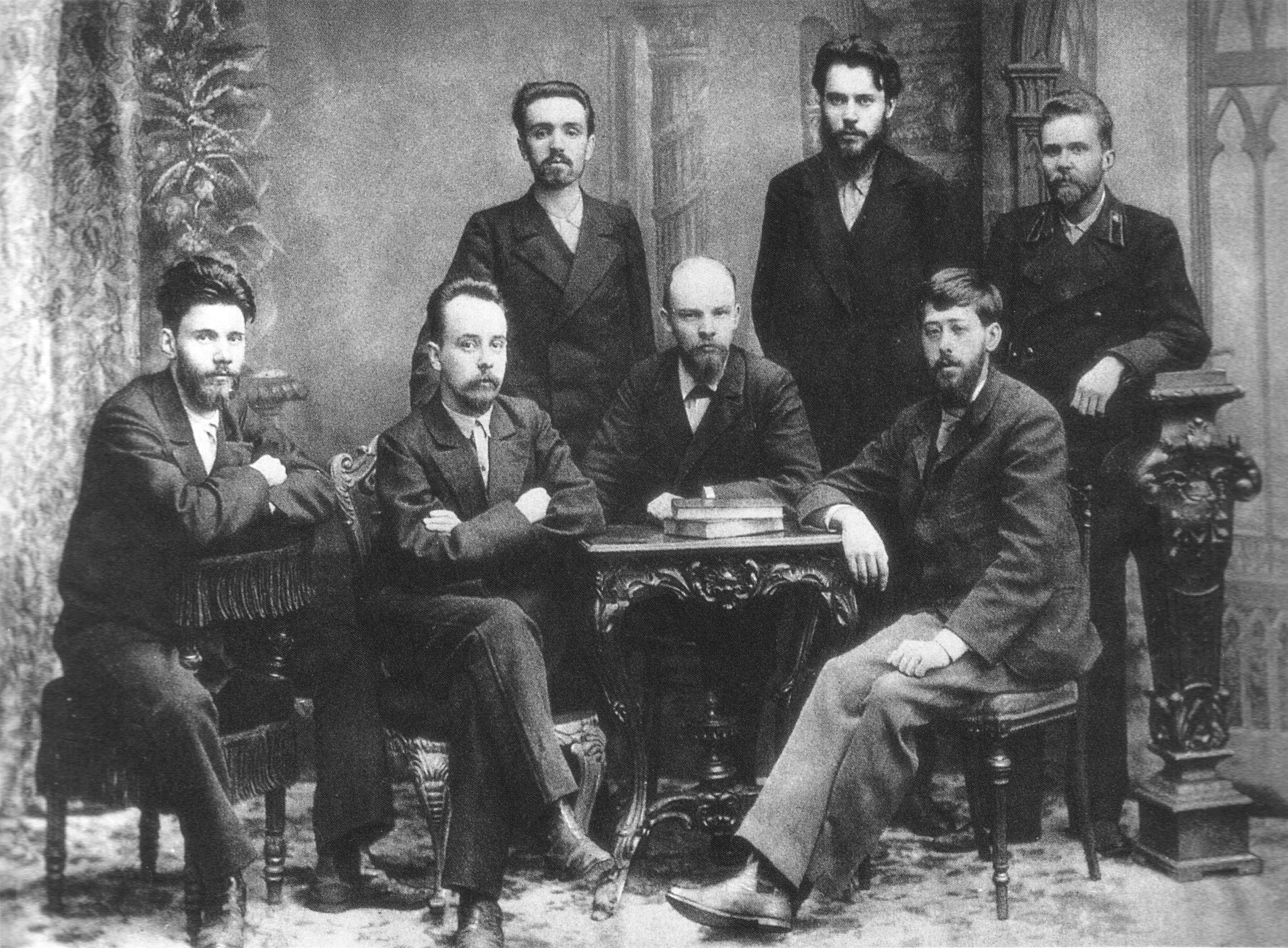
1897年2月，列寧（中央座位者）和其他工人階級解放鬥爭協會成員在聖彼得堡聚會。

列寧參與單張報紙《工人事業報》的製作時，他和40名活動人士在聖彼得堡遭到逮捕，且面臨煽動叛亂的指控:355:26:48:38。列寧拒絕聘請法律代理人或保釋出獄，並否認所有對他的指控；也因此在判刑前，持續監禁長達1年的時間:48-51:107-108:31:61。期間，他從事理論化與書寫的工作。在這些工作中，他注意到俄羅斯工業資本主義的崛起，將導致大量農民移往城市，並在此處形成無產階級。根據馬克思主義的觀點，列寧堅決主張俄羅斯的無產階級將發展出階級意識，進而帶領他們以暴力推翻沙皇專制制度、贵族政治和資產階級，建立朝向社會主義的無產階級專政國家:48-51:107-108。
在未經審判下，他被宣判於1897年2月流放至西伯利亞東部，為期3年。不過也批准他待在聖彼得堡數天，以依序安排個人事務。趁著這段時間，他與原先的社會民主黨成員會面，後者這時已經將自身改名為「工人阶级解放斗争协会」:31:38,45,47:52-55:109-110。他花費11個星期前往西伯利亞東部，大部分時間則有母親和妹妹陪伴。由於政府認為列寧僅是次要的威脅，他僅遭流放至米努辛斯克區舒申斯克境內的農民小屋。這時他持續處於警方監視之下，不過仍然能夠與其他革命者通訊，許多成員亦允許與他會面。他也獲准到外地旅行，在葉尼塞河游泳、獵捕野鴨和鷸:53, 55-56:110-113:40:30-31。
另外在1896年，其女友娜傑日達·克魯普斯卡婭因為組織罷工而遭到逮捕。1898年5月，娜傑日達決定與列寧共同流亡；儘管最初她被送至烏法，不過她宣稱已經與列寧訂婚，說服政府將她送往舒申斯克。1898年7月10日，兩人在教堂結婚，而娜傑日達的母親伊麗莎白·瓦希里也夫娜也與兩人同住:40:356:114, 140:30:63。列寧與妻子居住在舒申斯克期間，兩人將社會主義文學作品英語版本翻譯成俄語:53, 55-56:117:33。
他還持續關注德國馬克思主義的發展，但也出現意識形態分歧的狀況。爱德华·伯恩施坦等修正主義者提倡以和平選舉方式推動社會主義，然而列寧持續致力於暴力革命，並在《俄國社會民主黨人抗議書》中攻擊修正主義者理據:61-63:124:31。在1899年，仍在流放期間的他完成最大篇幅的著作《俄國資本主義的發展》，並且以筆名「弗拉基米爾·伊林」出版發行。他在著作中批評均田社會主義，且加強對於俄羅斯經濟發展的馬克思主義分析，然而出版後主要收到負面評價:57-58:121-124, 137:40-45:34, 39:62-63。

### 僑居各地
在流亡生活結束後，列寧在1900年初定居在普斯科夫:64:124-125:54:43:27-28。他開始籌集創辦俄國社會民主工黨的《火星报》資金，以作為俄羅斯馬克思主義政黨的新機關報紙:43:357:65-66:55-56:27。同年7月，列寧離開俄羅斯而前往西歐，在瑞士與其他俄羅斯馬克思主義者會面。而在9月舉行的科尔西耶會議上，參與成員同意在慕尼黑創辦報紙，列寧也接受遷移決定:357:64-69:130-135:32-33。《火星報》因而得以收錄著名歐洲馬克思主義者的內容，並在之後偷運往俄羅斯:51:41-42,53-55，成為後者50年來最為成功的地下報紙:69-70。隔年12月，他首次使用筆名「列寧」 ，這很可能是列娜（勒拿河）的陽性寫法:137:44:66。他經常使用「N·列寧」作為筆名全稱，儘管「N」並不代表任何意義，不過往後常出現認為這是代表「尼古拉」的誤解:66:8-9。1902年，他以這個筆名發表政治手冊《怎么办？》，彙整自己主張需要先鋒黨領導無產階級發起革命的思想，而成為列寧至今最具影響力的出版物:359:73-75:137-142:56-62:52-54:62:69,78-80。
娜傑日達之後與慕尼黑的列寧會合，並成為後者個人秘書:44:70:136:36-37。他們持續投入政治鼓動工作，列寧除了為《火星報》撰寫文章外，還起草俄國社會民主工黨綱領，並攻擊持不同意見者和外部批評的意識形態，特別是針對均田社會主義的民粹派團體於1901年成立的社會革命黨:78-79:143-144:81,84:60。不過雖然他仍堅持馬克思主義，但也接受俄羅斯農民組成革命力量的民粹派觀點，並在1903年依此撰寫手冊《給農村貧民：向農民講解社會民主黨人要求什麼？》:80。為了躲避巴伐利亞警方，列寧和《火星報》總部在1902年4月搬往倫敦:75-76:147:69，他並與俄羅斯馬克思主義者列夫·托洛斯基成為朋友:76:148-150:48:82-84。在倫敦期間，列寧受到丹毒感染，因而無法在《火星報》編輯部擔任領導人物；在他缺席下，編輯部決定搬往日內瓦的業務處:77-78:150:85-87。
1903年7月，倫敦舉辦俄国社会民主工党第二次代表大会:360:79-80:151-152:62:92:81。在會議上，列寧和尤里·馬爾托夫的支持者間出現分裂。馬爾托夫堅決主張，政黨成員應該能夠獨立表達對於政黨領導階層的個人想法；列寧對此則表示反對，強調需要強力的領導完全控制政黨:81-82:154-155:63:93。列寧的支持者占多數，並稱呼他們為「布爾什維克」；作為回應，馬爾托夫則稱呼他的支持者為「孟什維克」:82:155-156:64:95。在會議結束後，布爾什維克和孟什維克間仍然持續爭論。布爾什維克指責其競爭對手為缺乏紀律的機會主義者和改革主義者，而孟什維克指控列寧是專制獨裁統治者:83:107。由於對於孟什維克感到不滿，列寧辭去《火星報》編輯部的職務，並在1904年5月出版反對孟什維克的手冊《進一步，退兩步》:83-84:157:65:97-98。列寧由於壓力導致生病，故前往瑞士鄉村度假休養。這時布爾什維克也成長壯大，同年春季取得俄國社會民主工黨中央委員會全數席次:163，且在12月創辦報紙《前進報》:85:165:70:114。:60-61,64

### 1905年革命
1905年1月，于聖彼得堡鎮壓抗議者的「血腥星期日」，引起多起民間騷亂，这些骚乱史称1905年俄國革命:86-88:167:75:117-120:87。列寧敦促布爾什維克在事件中扮演更多角色，鼓勵暴力起義行動:88-89:362-363。為此，他使用「武裝起義」、「大恐怖」、「沒收士紳土地」等社會革命黨相關口號，但也導致孟什維克指責他已經背離正統馬克思主義:170-171。相對的，列寧堅決認為布爾什維克要與孟什維克徹底分裂。不過許多布爾什維克成員拒絕這項提議，因此兩個團體一同參加1905年4月在倫敦舉辦的俄国社会民主工党第三次代表大会:363-364:89-90:168-170:78:124。同年8月，列寧在新出版的手冊《社會民主黨在民主革命中的兩種策略》中，陳述許多自己的意見。他預言俄羅斯自由派資產階級將滿足於君主立憲制的過渡階段，因而背叛革命；相對地，他主張無產階級必須與農民階級建立聯盟，以推翻沙皇政權、並建立「無產階級和農民的革命民主專政」:367:90-91:179:79:131。
為了應對1905年俄國革命，沙皇尼古拉二世在《十月詔書》接受一系列自由主義改革，之後感覺安全的列寧返回聖彼得堡:94:175-176:77, 81:132,134-135。他加入瑪麗亞·安德烈耶娃合法組織的激進派報紙《新生活報》編輯部，並以此討論俄國社會民主工黨面對的重要問題:94-95:73-74:81-82:138。他鼓勵政黨更廣泛地尋找成員，提倡持續升級暴力衝突，相信這對於成功的革命是必要的:96-97:176-178。對於全體會員費用和少數富裕支持者捐款不足以應付布爾什維克的活動資金，列寧贊同搶劫郵局、鐵路車站、鐵路列車和銀行的想法。在列昂尼德·克拉辛領導下，部分布爾什維克團體開始展開犯罪行動；最著名的案例是1907年6月，擔任幹部的約瑟夫·史達林領導持有武器的布爾什維克團體，搶劫喬治亞提比里斯的國家銀行分行:369-370:104。
1906年4月，俄國社會民主工黨第四次代表大會在斯德哥爾摩召開。雖然列寧短暫支持布爾什維克和孟什維克和解的想法:95:178-179，然而其暴力與搶劫行為的主張仍然遭到孟什維克譴責:364:99-100:179-180:76。在俄羅斯帝國採取半自治統治下，列寧參與設立位於芬蘭大公國庫沃卡拉的布爾什維克中心。而在1907年5月於倫敦進行的俄國社會民主工黨第五次代表大會上，布爾什維克重新獲得俄國社會民主工黨的主導權:103-105:180-182:77-79。然而沙皇政府開始鎮壓反對勢力，包括解散具有議會立法權的第二屆國家杜馬，及下令公共安全與秩序保衛部祕密警察逮捕革命人士。革命失敗後，列寧在1907年12月離開俄羅斯:81，從芬蘭逃往西歐的瑞士等地:86:105-106:184-186:144。在這期間，他嘗試替換在梯弗里斯搶劫的鈔票，以解決辨識系列號碼的問題，並在相對貧困的條件下堅持從事政治寫作:86。

### 移居海外
1908年4月時，亞歷山大·波格丹諾夫和列寧共同在馬克西姆·高爾基於卡普里岛的別墅度假:110:83-84。之後，波格丹諾夫等著名的布爾什維克成員決定將布爾什維克的活动中心遷移至巴黎，而雖然列寧對此並不同意，他也在1908年12月搬往該城市:86。列寧本人並不喜歡巴黎，他將該處稱作「糞坑」，且曾向撞壞自己腳踏車的汽車駕駛提起訴訟:111。列寧也轉而積極批評波格丹諾夫的觀點，後者認為俄羅斯無產階級必須發展社會主義文化，將之視為革命成功的手段。相對地，列寧更傾向於社會主義知識分子先鋒領導革命期間的工人階級。此外波格丹諾夫受到恩斯特·馬赫影響，相信世界上所有概念為相對的事物；然而列寧堅持正統馬克思主義的觀點，認為存在獨立於人類觀察的客觀現實:109:89-90。:186-191
在巴黎期間，列寧鼓動自己的布爾什維克支持者和波格丹諾夫派系分裂，並指責後者背離馬克思主義:110-111:191-192:91。另外在1908年5月時，列寧曾短暫居住倫敦，並在大英博物館閱覽室撰寫《唯物主義和經驗批判主義》，批評波格丹諾夫的相對主義為「資產階級反動謊言」:110:192-193:84:87-88:90。列寧的黨派爭論讓越來越多布爾什維克成員開始疏遠，包括他以前親近的支持者阿列克谢·李可夫、列夫·加米涅夫:111:195。公共安全與秩序保衛部為了運用列寧的派系見解，派遣特務羅馬·馬林諾夫斯基，作為支持列寧在政黨中的發言成員。許多布爾什維克曾對馬林諾夫斯基和列寧表示懷疑，但也不清楚列寧是否意識到特務欺騙作為，因為後者可能利用馬林諾夫斯基向公共安全與秩序保衛部提供錯誤資訊:372-375:120-121:206:102:96-97。
1910年8月，列寧作為俄國社會民主工黨代表，與其他社會主義者共同參加在哥本哈根舉辦的第二國際第八次代表大會，並趁機帶著自己的母親於斯德哥爾摩度假:114-116。當他的妻子和姐妹搬到法國後，先是在塞纳-马恩省安頓，後來則轉往巴黎:112:195-196。1910年至1912年間，列寧與法國布爾什維克成員伊内莎·阿尔曼德成為極親密的好友，一些傳記作者表示兩人存在婚外情:112:384:197-199:103。同時，在1911年6月舉行的巴黎會議上，俄國社會民主工黨中央委員會決定將其行動重心轉回俄羅斯，並要求關閉布爾什維克中心和其報紙《無產者》:115:196:93-94。為了重建自己在政黨內的影響力，列寧設法安排在1912年1月於布拉格召開政黨會議。儘管在18名參與者中有16名布爾什維克成員，他仍然嚴厲批評自己派別主義者傾向， 且未能提升自己在政黨內部的地位:116-117:204-206:96-97:95。
爾後，他前往加利西亚和洛多梅里亚王国克拉科夫，當地是奧匈帝國波蘭文化地區。期間，他在亞捷隆大學圖書館展開研究工作:118-119:209-211:100:104。在俄國社會民主工黨轉往俄羅斯帝國運作後，他持續保持緊密聯繫，並說服杜馬內部的布爾什維克成員與議會同盟孟什維克分裂:376:121:214-215:98-99。1913年1月，列寧與他所謂的「不錯的喬治亞人」史達林會面，兩人討論俄羅斯帝國非俄羅斯民族的未來:100:122。由於列寧及其妻子兩人健康狀況不佳，他們先是搬往白杜納耶茨的農村城鎮:216:103:105；之後兩人前往伯恩，以讓娜傑日達得以為其甲狀腺腫從事外科手術:105:122-123:217-218。

### 一次大戰
第一次世界大戰爆發之際，列寧當時位於加利西亞:127:222-223。當對立戰況擴及至俄羅斯帝國和奧匈帝國交戰，列寧因為擁有俄羅斯國籍，而遭到逮捕和短暫監禁；之後他以反對沙皇的背景為自己辯解，因而獲得釋放:105:377-378:127-128:223-225:104。列寧和妻子先是在1914年搬到位於中立國瑞士的伯恩:104:378:128:225:127，並在1916年2月重新搬到蘇黎世安置:236。由於第二國際在1907年於斯圖加特召開的國際社會主義者代表大會上，做出社會主義政黨反對軍事衝突的決議，列寧對於德國社會民主黨支持德國戰爭行動感到憤怒，認為這直接違背決議、且第二國際已經停止运作:127:225:378-379:103-104。他先是在1915年9月參加於瑞士召開反戰的齊美爾瓦爾德會議，並在1916年4月參與第二次會議賴興巴赫會議:130-131:382-383:245:113-114:122-123:132-134。然而儘管他率領齊美爾瓦爾德左派發表主張，最後仍只得到妥協宣言:132-134。
列寧敦促歐洲大陸各地社會主義者將「帝國主義戰爭」改變為整個歐洲大陸的「內戰」，使無產階級者與資產階級和貴族對抗:129:227-228:111。1916年7月，列寧的母親逝世，然而他沒有辦法參加其葬禮:380:230-231:130。母親的逝世深深影響列寧，這使他情緒轉為低落，擔憂他也會在見到無產階級革命前便逝世:135:235。隔年9月，列寧發表《帝国主义是资本主义的最高阶段》，主張帝國主義是国家资本主义的壟斷產物；其中資本家藉由擴展工資較低、原材料便宜的新興領土，以尋求增加自身利潤。他認為競爭和衝突將會增加，帝國主義列強間的戰爭將持續爆發，直到他們被無產階級革命和社會主義基礎推翻:132-134:245-246:118-121:116-126。
他花費大量時間閱讀格奧爾格·黑格爾、路德維希·費爾巴哈、亚里士多德的著作，後三者都對馬克思產生關鍵性影響:241-242。這也改變列寧對於馬克思主義的解釋，他曾經認為能基於預先確定的科學原理來發展政策，且得出只有透過實踐來測試政策是否正確的結論:243。儘管他認為自己是正統馬克思主義，他也開始改變部分馬克思關於社會主義發展的預測。其中，馬克思相信中產階級的「資產階級民主革命」必定在無產階級的「社會主義革命」前出現，列寧則認為俄羅斯無產階級能夠在未有中間階段的革命下，便能夠推翻沙皇政治制度:238-239。

## 俄國革命

### 四月提綱

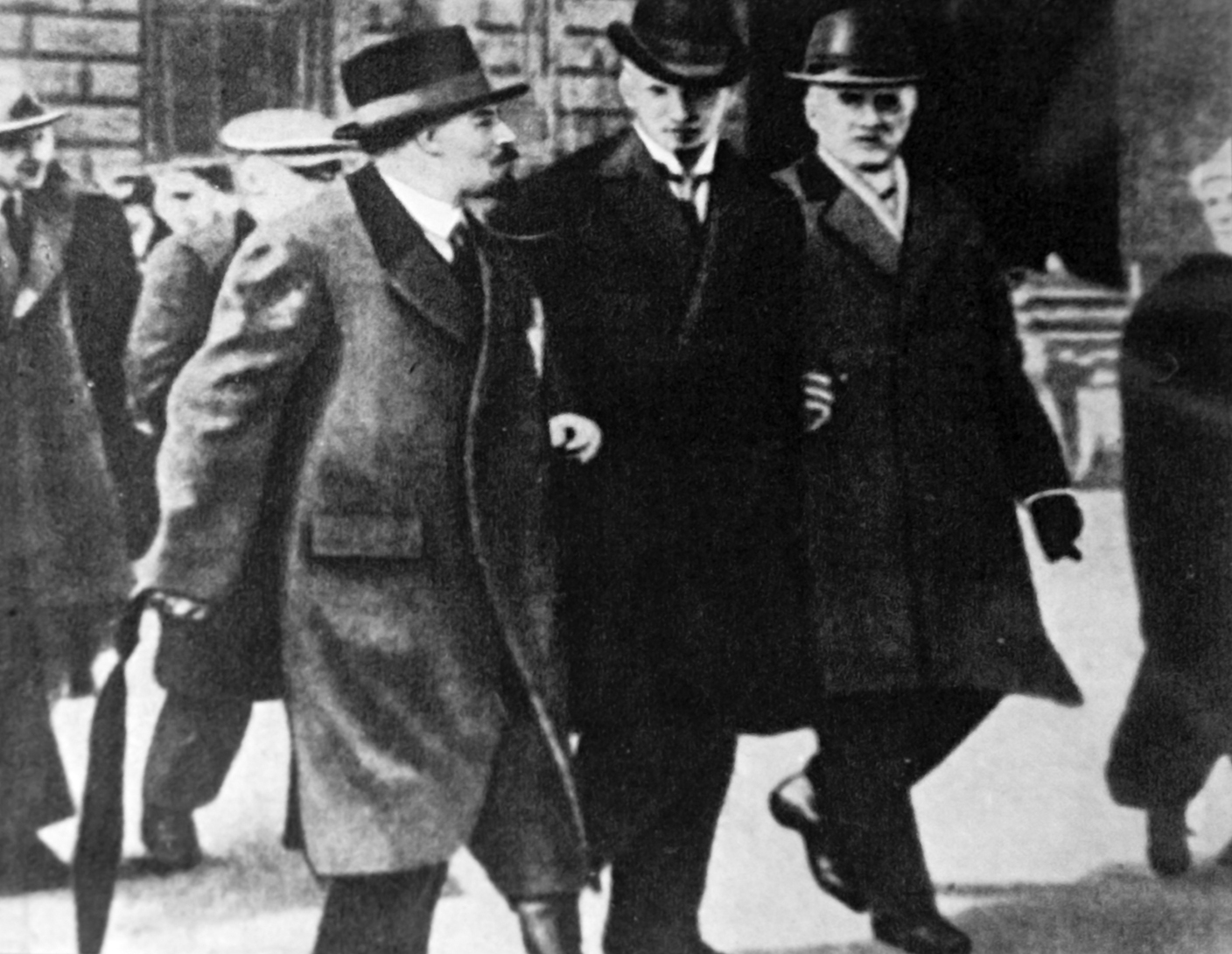
1917年3月，人在斯德哥爾摩的列寧與瑞典社會主義者圖雷·尼曼和卡爾·林德哈根會面。

1917年2月，在第一次世界大戰初期改名為「彼得格勒」的聖彼得堡，產業工人因食物短缺和工廠環境惡化而發動罷工，俄國二月革命爆發。隨著動亂蔓延至俄羅斯其他地區，擔心將會被暴力推翻的沙皇尼古拉二世退位。國家杜馬接管國家控制並建立俄國臨時政府，而俄羅斯帝國則轉變為新成立的俄羅斯共和國:136-138:253。列寧在瑞士中心聽聞這件事情後，他與其他持不同政見者共同慶祝:254-255。他決定返回俄羅斯以掌管布爾什維克，並開始撰寫自己對於布爾什維克的計畫概要；但由於軍事衝突持續進行，大部分進入國家的通道遭到封鎖。他與其他持不同政見者開始安排通行計畫，並和與俄羅斯正在交戰的德國展開談判。德國政府認識到這些持不同政見者將對俄羅斯敵軍造成問題，同意默許32名俄羅斯公民搭乘鐵路運輸列車，通過德國領土而前往俄羅斯，當中包括列寧及其妻子:139:386:389-391:255-256:127-128。
這群成員從蘇黎世搭乘密封列车前往萨斯尼茨，之後改搭乘渡輪穿越德國邊境，而抵達瑞典特雷勒堡；在瑞典社会民主工人党成員奧托·格日姆倫、圖雷·尼曼等人幫助下，列寧先後順利經過哈帕兰达、托爾尼奧和赫爾辛基等斯堪地那維亞地區，最後搭乘鐵路列車抵達彼得格勒:140-144:391-392:257-260。1917年4月16日，乘坐鐵路列車的列寧到達彼得格勒芬蘭車站，針對布爾什維克支持者發表演講，當中譴責臨時政府，並再次呼籲遍布歐洲大陸的無產階級革命:144:392:261:131-132。
在接下來數日，他在布爾什維克會議上演講，嚴厲批評計畫與孟什維克，並公開發表自己撰寫的著名報告《四月提綱》:393-394:266:132-135:143, 146-147。他公開譴責支持臨時政府的孟什維克、及在具影響力的彼得格勒蘇維埃占首要地位的社會革命黨，批評兩者背叛社會主義。他考慮到政府仍採取帝國主義的沙皇政治制度，提倡立即與德國和奧匈帝國恢復和平狀態、交由蘇維埃統治、工業和銀行國有化、及國家收歸土地，藉此建立無產階級政府和推動社會主義社會發展。相對地，孟什維克認為俄羅斯無法朝向社會主義轉變方向發展，並指責列寧試圖讓新興的共和國陷入內戰:266-268, 279:134-136:147-148。

### 七月危機

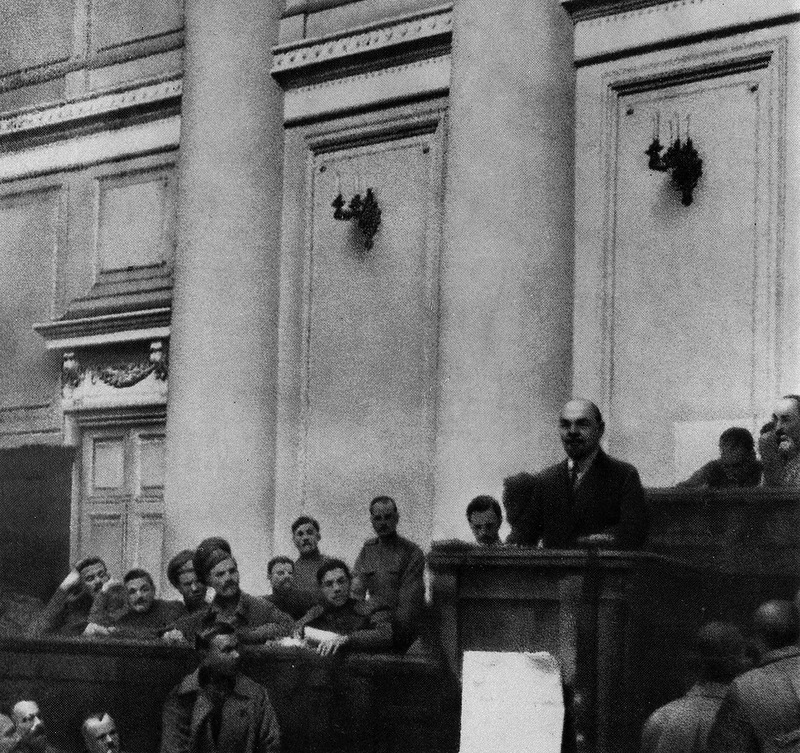
1917年4月，列寧在塔夫利宮的彼得格勒蘇維埃發表演講。

在未來幾個月，他持續推廣其政策、參加布爾什維克中央委員會、在布爾什維克報紙《真理報》大量撰寫文章；同時他還在彼得格勒針對工人、士兵、海員和農民發表公開演講，藉由講述自己的目標影響群眾:267, 271-272:152, 154。起初列寧因為政治上的左傾而導致布爾什維克陷入孤立，但後來其不妥協立場，卻使所有不信任臨時政府者把布爾什維克視為自己陣營，獲得反對者支持的布爾什維克不再承擔政府政策責任。隨著布爾什維克支持者对于政府不满的不断增長，列寧建議在彼得格勒發起武裝政治示威，以測試政府的反應:282:157。然而由於健康惡化，他離開城市而前往芬蘭鄉村尼沃拉休養:157:421:147:276, 283:140。
在列寧離開後，布爾什維克發動武裝遊行，「七月危機」爆發。但在得知遊行示威者與政府部隊發生暴力衝突後，他返回彼得格勒並呼籲冷靜:421-425:147-148:283-284:158-161:140-141:157-159。作為暴力事件的回應，政府下令逮捕列寧和其他著名的布爾什維克成員、突然襲擊後者辦公室，及公開指控列寧是德國密探:431-434:148:284-285:141:161。雖然學界對於這點仍存在爭議，不過亦有大量資料證據證明德國對列寧提供了財政支持:411-412，但这很可能仅是为了让俄国尽快退出战争。列寧認為革命時機仍不成熟，而暫時放棄武力奪權的想法；為了逃避逮捕，列寧先是躲進彼得格勒數間安全屋:148-149:285。之後由於擔憂可能被殺害，列寧和陪同的資深布爾什維克成員格里戈里·季诺维也夫決定喬裝逃離彼得格勒，前往拉茲里夫車站重新安頓:141:436:467:287:165。
在那裡，列寧開始投入撰寫書籍的研究，後來成為《国家与革命》。其中該書闡述他相信無產階級革命後的社會主義國家發展過程，及至此國家將會逐步地消亡，而留下純正的共產主義社會:468-469:149:142-143:166-172。他還開始爭論布爾什維克領導以推翻政府的武裝起義，不過政黨中央委員會的秘密會議拒絕這個想法。列寧之後搭乘鐵路列車和徒步行進前往芬蘭，並在8月10日到達赫爾辛基，躲藏在布爾什維克同情者所擁有的安全藏身處:165:468:150。:288-292

### 十月革命
1917年8月，列寧仍然在芬蘭期間，俄羅斯帝國陸軍總司令拉夫爾·科爾尼洛夫派兵進駐彼得格勒，發動軍事政變嘗試推翻臨時政府。俄羅斯總理亞歷山大·克倫斯基轉向包含布爾什維克成員的彼得格勒蘇維埃求援，允許革命人士組織工人作為保衛城市的赤衛隊。雖然政變在擴及至彼得格勒前便終止，但這次事件使得布爾什維克重返公開的政治活動領域:439-465:150-151:299:143-144:173。由於擔心右派勢力敵視社會主義的反革命活動，控制彼得格勒蘇維埃的孟什維克和社會革命黨施加壓力，在政府與布爾什維克關係恢復友好狀態中發揮重要作用:465。但因為加入臨時政府和主张持续战争不受歡迎，孟什維克和社會革命黨兩者已經失去許多民眾支持。布爾什維克充分利用這一點，親近布爾什維克的馬克思主義者托洛斯基很快獲選為彼得格勒蘇維埃領導人:465-467:144:17:174。到了9月，布爾什維克在莫斯科和彼得格勒蘇維埃工人領域贏得多數票:471:151-152:180。
列寧在認識到形勢對布党來說更為有利後，便回到彼得格勒:473:482:152:302-303:179。10月10日，他參加布爾什維克中央委員會會議，再度主張政黨應該領導武裝起義，以推翻臨時政府，該論點獲得10票支持和2票反對:482-484:153-154:303-304:146-147。季諾維也夫和加米涅夫批評這項計畫，認為俄羅斯工人不會支持反對政府的暴力政變；且雖然列寧主張整個歐洲瀕臨無產階級革命，然而這並無明確的證據:471-472:304:147。不過布黨開始計畫組織攻勢，並在10月24日於斯莫尔尼宫召開最後一次會議，之後該處也成為軍事革命委員會的基地:306-307。而在科爾尼洛夫發動政變期間，布爾什維克也在彼得格勒蘇維埃組織武裝民兵組織，且大部分成員忠於布爾什維克:14-15:1-3:466:155。軍事革命委員會責令控制彼得格勒重要運輸、通訊、印刷、公用事業中心，過程中並沒有發生流血衝突:485-486:491:157, 159:308。
布爾什維克主力圍攻临时政府所在的冬宮，其水兵控制阿芙乐尔号巡洋舰向建築開炮（为避免摧毁冬宫，有可能发射的是空包弹），並在戰勝後逮捕多名部長:492-493:496:311:182。列寧在起義後向彼得格勒蘇維埃發表演講，宣稱已經推翻臨時政府:491:309。布爾什維克宣布組建新政府人民委員會，列寧最初拒絕出任人民委員會主席的領導職位，建議由托洛斯基接掌；但在其他布爾什維克成員堅持要求下，最後列寧接受了任命:499:314-315。10月26日至10月27日，列寧和其他布爾什維克成員组织了第二次全俄罗斯苏维埃代表大会，並宣布新政府正式成立；而在同日，軍事革命委員會關閉彼得格勒的非社會主義報紙，以控制社会舆论。孟什維克出席代表譴責非法奪取政權的作為，且認為此舉冒著內戰的風險:314-315:496-497:159-161:183。在新政治制度實施初期，列寧迴避談及馬克思主義和社會主義的用語，以避免引起俄羅斯部分阶级的抵触，演講中則以工人管理國家取代:504:315。列寧和其他布爾什維克成員還預期在數天或數個月內，無產階級革命將會席捲整個歐洲:316。

## 上臺執政

### 組建政府

1918年11月7日，列寧和托洛茨基、斯維爾德洛夫等政治人物出席十月革命紀念陣亡者典禮。

臨時政府計畫在1917年11月選舉俄国立宪会议，列寧最初也表示應由布爾什維克主導召開立憲會議；人民委員會則違背列寧的異議，僅同意按照預定時間舉辦投票:314:317。在1917年俄国立宪会议选举上，布爾什維克獲得大約25%的選票，遭到重視農業的社會革命黨將其擊敗:315:540-541:164:173:192。列寧認為選舉未能合理反映人民的意誌，因為選民沒有時間學習布爾什維克的政治綱領；且在左派社會革命黨與社會革命黨分裂前，候選人資格的名單便已草擬出來:192:176:156。然而在1918年1月，新當選的俄國立憲會議在彼得格勒召開:164。人民委員會主張這是試圖去除蘇維埃權力的反革命行為，但是社会革命党和孟什维克拒絕承認此事:546-547。最後出席立憲會議的布爾什維克先是提出剝奪大部分法定權限的動議，動議在遭到立憲會議的拒絕後，人民委員會宣稱這是反革命行動的證據，並將立憲會議強制解散:192:552-553:165:176-177。:331-332, 336-337
儘管部分布爾什維克成員亦反覆呼籲，列寧還是拒絕和其他社會主義政黨建立聯合政府:301-302:26:5:508:519:318-319:189-190。之後人民委員會作出部分讓步，雖然拒絕與孟什維克或社會革命黨組成聯合政府，但在1917年12月向左派社會革命黨提供5個內閣職務。然而因為對於布爾什維克結束第一次世界大戰的方法分歧，左派社會革命黨在1918年3月退出政府，聯合政府僅延續4個月:166-167:20-21:533-534:537:171:322-323:159:191。因為擔憂德國軍隊對彼得格勒構成威脅，人民委員會在1918年3月遷移至莫斯科。其中列寧、托洛斯基、及其他布爾什維克領導人搬入克里姆林宮，而列寧及其妻子、妹妹瑪麗亞生活在寓所一樓，相鄰房間便是人民委員會會議舉辦地點:377:594-595:187-188:346-347:212。最初此舉僅作為臨時措施:212:350:594:185:344，列寧本人則不喜歡莫斯科:345，不過他往後生活也很少離開城市中心:348。
雖然國家政府的官方最終權力掌握在人民委員會和全俄罗斯中央执行委员会，後者由全俄罗斯苏维埃代表大会選舉產生。不過實際上則是由共產黨控制俄羅斯，這點獲得成員的公認:160-164:374-375:377。但另一方面，列夫·加米涅夫等人則警告政黨運作若按照列寧構想的權力集中方式，將來必會造成恐怖主義統治出現:630。1918年，人民委員會開始單方面做出行動，聲稱這是權宜需要；這讓全俄羅斯中央執行委員會和全俄羅斯蘇維埃代表大會變得越來越邊緣化:74:168-169，也使得蘇維埃不再扮演統治俄羅斯的角色:432。1918年至1919年期間，政府從蘇維埃驅逐孟什維克和社會革命黨:316，俄羅斯因而成為一党制國家:160-161:21。:98-99
據左翼自由意志主義的觀點，無論是左翼共產主義或是其他共產黨派系，均挨批「導致俄羅斯民主制度逐漸式微」:120。許多國際上的社會主義者譴責列寧的政治制度，且拒絕承認這是在建立社會主義，他們特別強調缺乏廣泛的政治參與、公眾諮詢和產業民主:354-355。1918年秋季，捷克－奧地利馬克思主義者卡爾·考茨基撰寫反對列寧主義的宣傳小冊，譴責俄羅斯蘇維埃聯邦社會主義共和國反民主的性質，列寧也發表強烈的回應:178-179:156:252-253:123-124。德國馬克思主義者羅莎·盧森堡附和考茨基批評列寧反民主的觀點:156:329-330:385:253-254:125，而俄羅斯無政府主義者彼得·克魯泡特金形容布爾什維克奪取政權為「俄國革命的葬禮」:383。

### 退出一战
列寧在奪取政權時，堅信其政府主要政策必須是退出第一次世界大戰，與德國、奧匈帝國等同盟國確立停戰地位:331:567。其中他曾經承諾建立和平，認為持續不斷的戰爭將使厭倦戰爭的俄羅斯軍隊產生不滿；且這些軍隊和推進中的德國軍隊，也威脅自己的政府和國際社會主義:567:338。相反地，尼古拉·布哈林、左翼共產主義等其他布爾什維克成員則認為與同盟國和平相處，將是對國際社會主義的背叛；俄羅斯應該轉而發動「保衛革命戰爭」，將激起德國無產階級反抗自身政府的起義:567:337:166。
1917年11月，列寧在《和平法令》中提出3個月的停戰協議，經過第二次全俄羅斯蘇維埃代表大會批准，且遞交給德國和奧匈帝國政府:571-572。由於這是側重西方戰線以避免敗局迫近的機會，德國做出肯定回應:166:572。而在11月，和平談判於德國東方戰線最高統帥部在布列斯特的指揮部展開，並由托洛斯基、阿道夫·越飛領導俄羅斯代表團:331:576。同時雙方決定停火，且直到1月一致同意為止:576。在談判過程，德國堅持要求保留他們戰時佔領的地區，其中包括波蘭、立陶宛和庫爾蘭；俄羅斯駁回這一要求，認為這侵犯這些國家的自決權利:578。一些布爾什維克成員表示希望故意拖延談判，直到無產階級革命在歐洲爆發:166:338。1918年1月7日，托洛斯基從布列斯特返回聖彼得堡，並帶著同盟國的最後通牒；後者要求俄羅斯同意德國的領土要求，否則戰爭將繼續進行:338。
從1月至2月，列寧強烈要求布爾什維克接受德國的提案。他認為如果將確保布爾什維克領導的政府生存，失去領土尚可以接受。大多數布爾什維克成員不同意他的觀點，希望拖延停戰協議、且認為這是德國的嚇唬方法:334,337:338-340:199。2月18日，德國陸軍重新發動攻勢，進一步往俄羅斯支配的領土推進，並在1天內佔領陶格夫匹爾斯:337:586-587:340-341。至此，列寧終於說服多數布爾什維克中央委員會成員接受同盟國的要求:199:587:166-167:341。然而在2月23日，同盟國發布新的最後通牒，要求俄羅斯必須承認德國統治波蘭、波羅的海國家及烏克蘭，否則俄羅斯將面對大規模入侵:341:338:592-593。
3月3日，雙方簽署《布列斯特-立陶夫斯克條約》:339:595:167:342:158-159。這導致俄羅斯失去大量的領土和前帝國26%人口，並有37%農業收穫面積、28%工業、26%鐵路軌道和75%煤鐵儲蓄轉移給德國控制:595:342。也因此，條約深深不受俄羅斯各個政治黨派歡迎:596-597，數名布爾什維克和左派社會革命黨成員從人民委員會辭職以表示抗議:344。條約簽署後，人民委員會集中嘗試在德國挑起無產階級革命，在國家內發布一系列反戰和反政府的出版物，德國政府則驅逐俄羅斯外交官作為反擊:387-388:667-668:193-194:384。1918年11月，德意志皇帝威廉二世退位，新政府與協約國簽訂《康邊停戰協定》，人民委員會因此正式宣布《布列斯特-立陶夫斯克條約》作廢:384:668:194。

### 建立契卡
在奪取政權後，列寧政府發布一系列法令。首先是《土地法令》，宣布貴族和正教會的不在地主所有權應該收歸國有，並由地方政府重新分配給農民。隨著沒收土地的行為已經發生，儘管列寧更加渴望農業集體耕作的方式，政府對於農民所擁有的廣大土地仍提供正式承認:499:341:316-317:149:194-195。1917年11月，人民委員會先是發表新聞審查命令，之後更針對出版自由發布命令，其中關閉許多被視為反革命的反對媒體渠道。雖然政府聲稱這將會是暫時措施，然而該命令遭到包括許多布爾什維克成員廣泛地批評，認為這損害新聞自由:310:5-6:8:306:521-522:317-318:153:235-236。
1918年春季，俄羅斯西部許多城市因為長期糧食不足，而面臨著飢荒:558:723:170:190。列寧指責由富裕農民組成的富農階級，涉嫌囤積已經生產的糧食來增加其經濟價值。他在1918年5月發表徵用命令，建立獨立武裝分隊查扣富農糧食且至城市分配。到了6月，他呼籲組成貧農委員會幫助徵用:170:353:560:722:732-736:181,342-343:349, 358-359:164:218。該項政策引發巨大的社會混亂和暴力行為，獨立武裝分隊經常與農民群體發生衝突，而助長內戰的出現:728:734-736:197:105。列寧觀點的著名例子，是他在1918年8月向奔薩布爾什維克發送電報《手令》，要求他們藉由公開絞死至少100多名剝削財富的富農，以鎮壓農民暴動:737:365:155-156:106。
徵用命令遏制農民生產比他們個人消耗還更多的糧食，因此產量大幅度下降:726。用來補充國家批准經濟的黑市急遽發展:700-702:100，列寧認為這是投機者，並槍決黑市商人與搶劫成員:181:794:249。1918年7月，社會革命黨和左派社會革命黨在第五次全俄罗斯苏维埃代表大会上譴責使用武器侵吞糧食，貧困農民委員會也壓迫並非屬於富農的農民，因而促進農民階級間反對政府的看法。1918年12月，列寧廢除貧困農民委員會:385:164:218。
列寧反覆強調推翻舊秩序和革命成功需要恐怖和暴力:181,196:344:790-791:247-248。1917年11月，他在全俄羅斯中央執行委員會發表講話，宣稱國家是建立在行使暴力本身的制度；不過以前這種暴力是由少數富翁對全體人民行使，現在則為了人民利益安排暴力威脅:312，他也強烈反對廢止死刑的建議。由於列寧擔心布爾什維克的反對勢力將會推翻政府，遂在1917年12月下令建立全俄肅清反革命及怠工非常委員會（別稱「契卡」），組成由費利克斯·捷爾任斯基領導的政治警察機構:153:345-347:20-21:800:233:321-322:186, 208-209。

### 遭遇刺殺

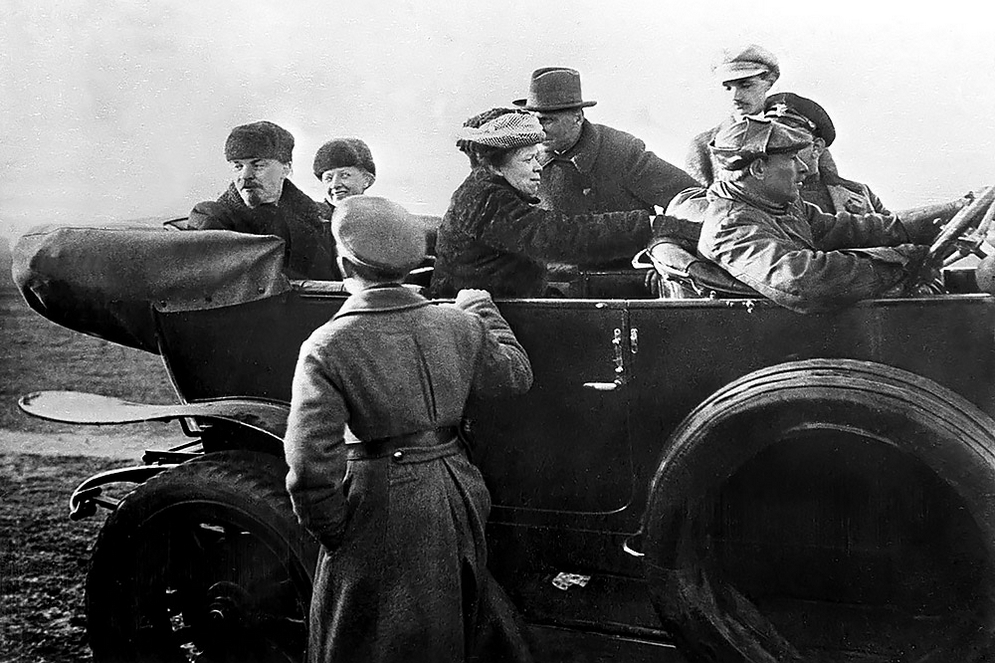
1918年5月1日，列寧和其妻子克魯普斯卡婭、妹妹瑪麗亞共同前往莫斯科紅場參觀紅軍閱兵。

列寧在該治理結構中是相當重要的角色，除了曾經擔任人民委員會主席、及勞動國防委員會委員外，他也是中央委員會和中央政治局代表:388。唯一一位能在任何地方接近該影響力者，則是列寧得力助手雅科夫·斯維爾德洛夫，不過他在1919年3月流感大流行期間逝世:388:168,170。而在1917年11月，列寧及其妻子居住在斯莫爾尼宮兩間居室中；不過在接下來1個月，兩人前往芬蘭哈利拉短暫度假:325-326, 333:211-212。1918年1月，列寧在彼得格勒的暗殺企圖倖存下來，陪同的弗里茨·普拉廷則因急忙將列寧頭部按在座位下，導致自己掩護列寧的手部遭到子彈射擊受傷:361:548:229:335-336:198。
在簽署《布列斯特-立陶夫斯克條約》後，左派社會革命黨放棄聯合政府，且越來越多人認為布爾什維克是革命的背叛者:635。1918年7月，左派社會革命黨成員雅科夫·布朗金暗殺德國駐俄羅斯大使威爾海姆·馮·米爾巴赫，期望外交事件隨後將導致反對德國的革命戰爭重新啟動:159:355:199:636-640:360-361。左派社會革命黨接著在莫斯科發動起義政變，炮轟克里姆林宮並控制城市中央郵局，之後則被托洛斯基的武力所阻止:250:642-644。政黨領導人和許多成員遭到逮捕和關押，但相較於其他反對布爾什維克者，這次處理則較為寬容:644:172。
他在1918年8月於莫斯科米赫尔松工厂進行公開演講後，雖然再次從第二次暗殺企圖中倖存，但是因為槍擊而受到重傷:361-362:806-807:219-221:367-368。其中第一發子彈射中列寧左肩，第二發擊中左胸並穿越頸部，第三發則命中正在與他談話的女性:807。雖然子彈沒有刺穿左肺，但由於血液流入肺臟，列寧的情況仍然很緊急。隨後，社會革命黨成員范妮·卡普蘭遭到逮捕和處決:807:155:362-363:809:222-228。這次暗殺同時獲得俄羅斯廣泛的新聞報導，引起對他的同情心及增加名望:222,231，甚至是引發部分民眾對於列寧的個人崇拜。在休息期間，列寧於1918年9月轉往位於莫斯科郊外高爾基列寧斯克莊園，該處是近期由政府為其購得的建築:369。

### 社會改革

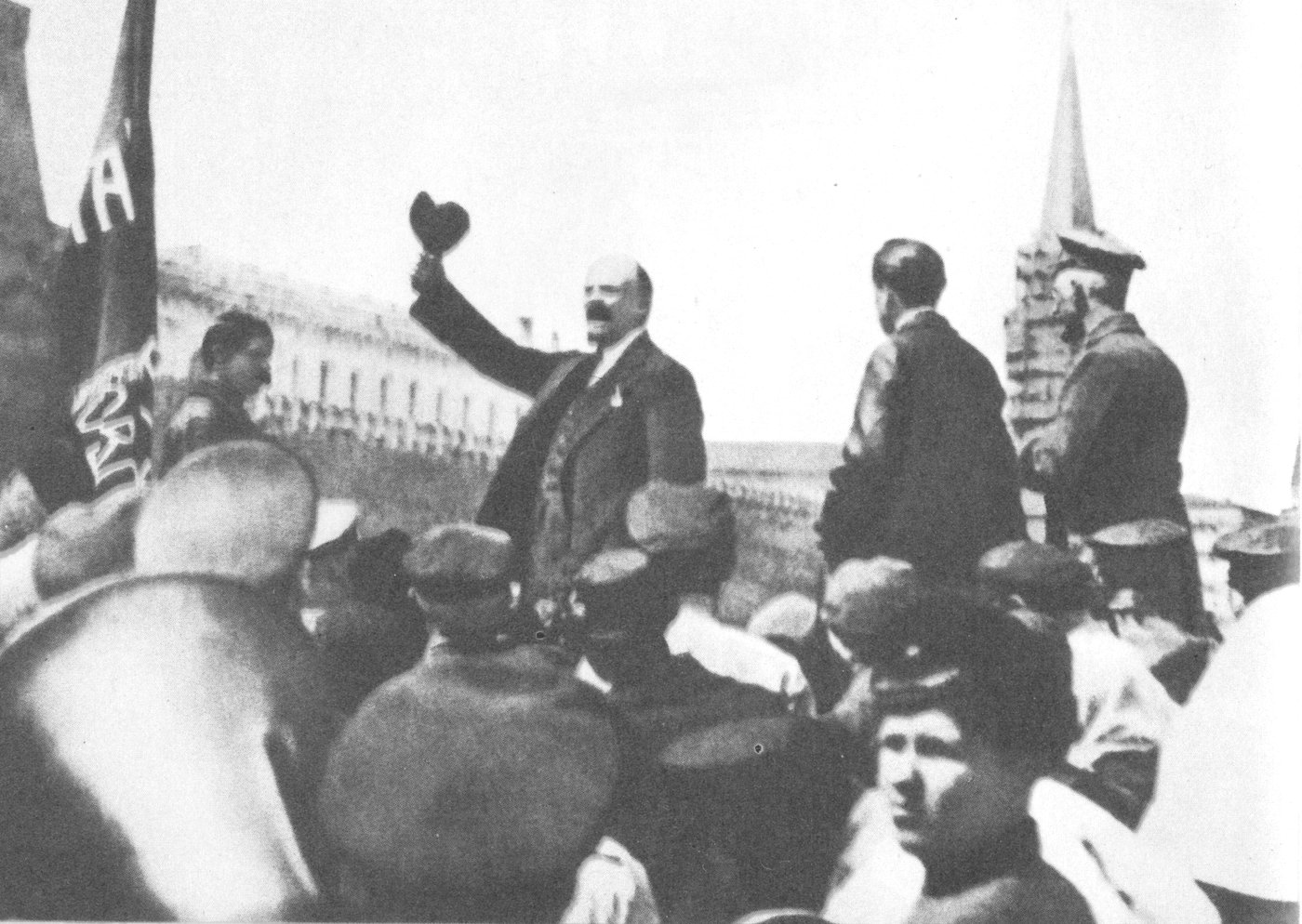
1919年5月25日，列寧在莫斯科向職工普遍軍事訓練當局成員演講。

1917年10月，列寧發布限制俄羅斯每個人每天工作8個小時的命令:321。到了11月，列寧發布《工人監督條例》，呼籲每位企業工人建立選舉委員會，以監督自身企業管理:709。人民委員會在這個月也頒發命令，以徵用國家黃金:171、及將銀行收歸國有，列寧將此視為接近社會主義的重要一步:321:153:45-46:682-683。同時人民委員會發布廢止俄羅斯司法體系的法令，呼籲利用「革命良心」代替遭到廢除的法律:172-173:796-797:242。法院為雙重制度所取代，分別是專司反革命罪刑的革命法庭，和處理民事同其他刑事犯罪的人民法院:172:798-799:121。兩者奉命忽視先前存在的法律，並根據人民委員會法令和「社會主義正義感」做出裁定:796-797:172。人民委員會還徹底改革武裝部隊，其中執行平等主義辦法，包括廢除先前的軍銜、職稱和獎章，並號召士兵創建委員會以選舉他們的指揮官:170。
到了1917年12月，人民委員會設立最高国民经济会议，並能對工業、銀行、農業和貿易產業等行使權利:321:50:689:64:231。工廠委員會從屬於隸屬國民經濟最高會議的工會，因此國家集中經濟計畫優先於工人地方經濟利益:709:64:68。1918年年初，人民委員會取消所有的外債，並拒絕償還拖欠的利息:672。1918年4月，它將外債收歸國有，建立進口和出口的國家壟斷地位:264。同年6月，人民委員會宣布公用事業、鐵路運輸、土木工程、紡織業、冶金專業、採礦業國有化，其中這些大部分唯一的國有企業:681:692-693:96-97。然而國有化始終並未徹底徹底實施，直到1920年11月小規模產業事業才納入國家控制的規劃中:692-693:97。
有「左翼共產主義」之稱的布爾什維克派系批評人民委員會的經濟政策過於溫和，他們希望所有工業、農業、貿易、金融、運輸和通訊國有化:351-352。列寧認為這在當前階段並不切實際，政府應該只將俄羅斯大規模的資本主義事業收歸國有，這包括銀行、鐵路、大片私有土地、大型工廠和礦井；且允許小型商業私自經營，直到它們成長到足以成功地收歸國有:351-352。列寧也不同意左翼共產主義對於經濟組織的想法，他在1918年6月堅決主張產業的集中經濟控制是必要的，然而左翼共產主義希望每個工廠由自身工人管理，列寧則認為工團主義方法對於社會主義事業有害:259,444-445。
另一方面，列寧還發表大眾教育法令，規定政府將保證提供所有俄羅斯兒童自由、世俗的教育:321，且法令還建立國家孤兒院系統:260-261。為了防止群眾缺乏教育也發起識字運動，其中在1920年至1926年間，估計500萬人報名參加速成的基礎讀寫能力課程:174。同時他也支持男女平等，讓她們從自己丈夫處取得經濟獨立自主、及取消離婚的限制；除了引進有助於解放婦女的法律:83，並設立推動這些目標的布爾什維克女性組織婦女部:122-123。作為激進的無神論者，列寧和共產黨希望摧毀宗教組織:308:126:238-239:176,182，政府在1918年1月命令教會和國家分離，且禁止校園內部的宗教課程:308:373:177。
列宁的一系列较为激进的社会革命摧毁了俄罗斯帝国时期半封建的农村生产关系，同时使得工人的权益得到了充分保证，社会的生产力有所增加，苏俄首先在军队中设立的士兵委员会和政治委员也大大增强了红军的战斗力。

### 建立蘇俄
1918年3月召開的俄國共產黨第七次代表大會上，由於列寧希望自己的團體逐漸與改革主義的德國社會民主黨疏遠，並強調其最終目標共產主義社會，布爾什維克將官方名稱從「俄國社會民主工黨」改為「俄國共產黨」:159:374:355:219。共產黨內部還建立中央政治局和組織局，以補充既有的中央委員會，而人民委員會和勞動國防委員會則必須採納這些政黨單位的決定:388:98。1918年7月，第五次全俄罗斯苏维埃代表大会批准憲法，使得俄羅斯共和國改組為俄羅斯蘇維埃聯邦社會主義共和國:249。政府為了尋求國家現代化，正式將俄羅斯使用的儒略曆轉變為歐洲使用的公曆:84:211。
而在同月，烏拉爾地區蘇維埃為了阻止推進中的白軍部隊營救受到監視的前皇室羅曼諾夫家族，在葉卡捷琳堡處決前沙皇及其直系親屬，並由斯維爾德洛夫通知人民委員會:357-358:781-782:206-207:364-365。包括理查德·派普斯、德米特里·沃爾科戈諾夫等許多傳記作者和歷史學家，表示沙皇家族遭到處決可能獲得列寧批准，乃至於支持由其下令處決的觀點:763:770-771:211-212，而歷史學家詹姆斯·萊恩謹慎地表示沒有理由相信這點:109。然而對於列寧來說，殺人是不可避免的，他也曾強調法國大革命處決路易十六的先例:208。其中在莫斯科期間，列寧便曾簽字處決25名俄羅斯帝國部長官員和765名俄國白軍成員。
雖然列寧預期俄羅斯貴族階層和資產階級將反對其政府，他相信下層階級的人數優勢加上布爾什維克有效組織社會的能力，得以保證在任何衝突中迅速獲勝，但他未預料到強烈反對布爾什維克統治俄羅斯的程度:357。隨後的俄國內戰遍布前帝國地域，除了親布爾什維克的紅軍對抗反布爾什維克的俄國白軍對立外，也包括俄羅斯邊界地區的種族衝突，及紅軍和白軍軍隊與地方農民團體綠軍間的軍事衝突:391-392。許多歷史學家因此認為內戰代表兩種完全不同的軍事衝突，分別是革命者和反革命分子間、及不同革命派系間:84,88。

## 治理蘇俄

### 內戰爆發

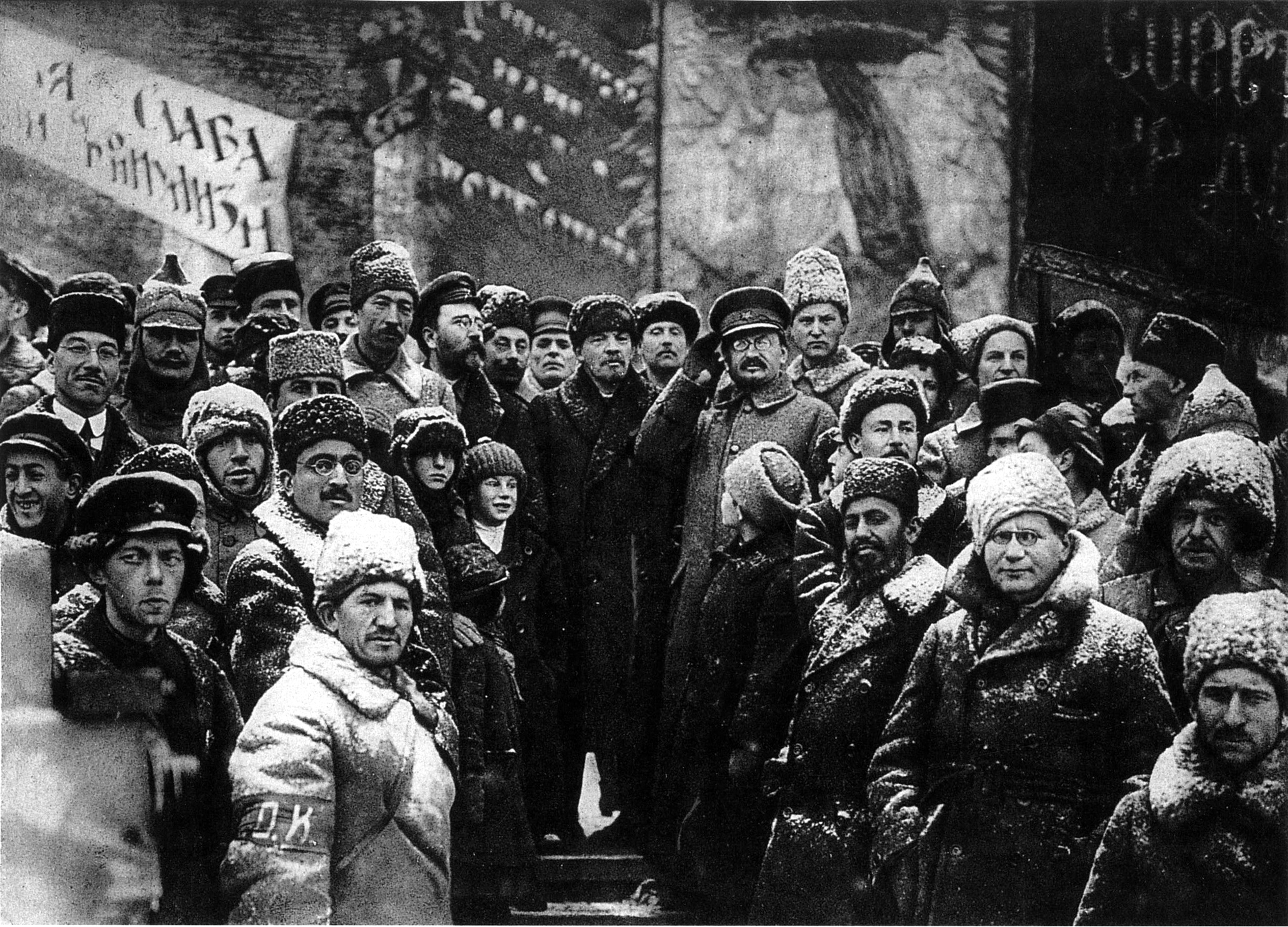
1919年11月7日，列寧、加米涅夫、托洛茨基等領導人在莫斯科紅場參與紀念十月革命兩週年活動。

俄國內戰期間，俄國白軍部隊由前沙皇時代軍官组建:205，其中包括安東·鄧尼金在南俄的志願軍:357:355:173, 175:198:187、亞歷山大·高爾察克在西伯利亞的部隊:382, 392:205-206、及尼古拉·尤登尼奇在新獨立的波羅的海國家的軍隊:204:206。35,000多名因為與同盟國戰鬥集結的戰俘，也組成支持白軍的捷克斯洛伐克軍團。白軍和捷克斯洛伐克軍團之後開始攻擊人民委員會，且在薩馬拉結盟建立反對布爾什維克的政府——憲法制定議會議員委員會:205:624-630:360:161-162。
而在這期間，俄國白軍得到西方國家政府的支持，这些国家视苏德《布列斯特-立陶夫斯克條約》的签订是对協約國抗击同盟国所付出努力的背叛，他们还擔憂布爾什維克会呼籲爆发世界革命:262-263。1918年，英國、法國、美國、加拿大、義大利和塞爾維亞的10,000人軍隊登陸莫曼斯克，並且攻佔坎達拉克沙；而在同年，英國、美國和日本、北洋軍閥統治的中華民國，也跟進派遣軍隊登陸海參崴:354。但西方國家的軍隊很快從俄羅斯的內戰中撤離，改派遣軍官、技術人員和武器裝備支持白軍；不過日本則留下部隊，且將軍事衝突看作擴張領土的機會:331,333。
列寧領導的人民委員會任命托洛斯基組建和領導工農紅軍，後者在其支持下，於1918年9月组建革命軍事委員會；托洛斯基自己奉調為革命軍事委員會主席，直到1925年為止:198:610:612。在認識到軍事經驗具有其價值後，列寧同意任用大量舊沙皇時期的軍隊軍官在紅軍服役，雖然托洛斯基也成立軍事委員會以監督他們的行動:198:612:609:629:383:217。同時布爾什維克政府也依照方針，針對特定社會階級實施紅色恐怖，紅軍亦有做出暴行。紅軍保持對莫斯科和彼得格勒這兩個俄羅斯最大城市的控制，其勢力也包含大俄羅斯大部分地區；白軍主要坐落於前帝國的邊緣:248,262，因此受制於勢力分裂與地理位置分散:651:200:162:81，且俄羅斯民族至上主義也與區域少數民族疏離:163:220。
而在布爾什維克政府「針對革命敵人的大眾恐怖」手段幫助下，後沙皇時代的俄羅斯已經推翻資本主義社會架構，且建立嚴密社會組織；同時工農階級在君主制推翻後，在階級戰爭中也自然對於特權階級有所仇恨，這些都讓得到外國援助的俄國白軍在戰爭中無法獲得民眾支持:524-525。不過反布爾什維克的白軍部隊也實施具政治性的白色恐怖，以暴力活動對抗被視為反對君主制、支持社會主義的布爾什維克群眾，雖然這通常比起國家實施制裁的紅色恐怖更為自發:201:792:202-203:250。白軍和紅軍也都帶有種族主義的歧視色彩，甚至曾經襲擊猶太人社區，驅使列寧發表對於反猶太主義的譴責，並歸咎於資本主義宣傳活動上:201:203-204。白軍軍隊在1919年全面撤退，並在1920年年初於三條戰線上全數遭到擊敗:206:184:402。

### 紅色恐怖
1918年9月，在經歷列寧刺殺案件後，人民委員會批准由契卡策划的壓制體系命令，主要針對資產階級的「紅色恐怖」展開:174:233-234:112:111。雖然這有時被認為是嘗試消除整個資產階級:112:366，列寧並不希望消滅所有資產階級成員，僅僅是壓制企圖恢復自身統治地位的那一部分:116。大多數恐怖活動受害者為富有的平民、或是前沙皇政府部門成員:821:114-115，但此外還包括非資產階級的反布爾什維克者、及娼妓等不受社會歡迎的人士:114-115:366:113:210。契卡取得逮捕、判決和處決任何視同政府反對派成員的權力，而不用訴諸革命法庭審判:173-174:801。因此在俄羅斯蘇維埃聯邦社會主義共和國期間，契卡經常進行大批殺戮；例如在數天內，契卡於彼得格勒處死512人:364:114。
然而列寧不曾見證或直接參與這些暴力行為:202:247，且公開與之保持距離:796。他所發表的文章和演講幾乎沒有呼籲依法處決，但他經常在其加密電報和秘密筆記提到此事:202。許多布爾什維克成員對於契卡大規模處決表示反對，且擔心該組織顯然並不負責任:825:117,120。早在1918年晚期，列夫·加米涅夫和尼古拉·布哈林便試圖裁撤冗餘的契卡人員，但反而遭到列寧阻止:649:238。1919年2月，政黨曾嘗試阻止其活動，剝奪在官方戒嚴法律中並未提供的裁定和處死權力，但契卡依然持續給國家重創:121:174-175:183:828-829。到了1920年，契卡已經成為蘇維埃聯邦社會主義共和國最具影響力的機構，並給其他國家機關施加影響力:829-830:832。而在1921年，列寧更透過中央政治局給予契卡自主行動的處決權力:649:238。
另外在1919年4月，契卡依照法令委託而建立集中拘留營:832:834:176-177，後來則由新政府機構古拉格管理:835:235，營地關押則類似奴隸制度般的勞動:176:833。1920年年底，蘇維埃聯邦社會主義共和國各地已經建立84個營地，容納約50,000名犯人；到了1923年10月，營地成長至315個，且約有70,000名囚犯:178:197-198:836:647。1922年7月，被當作反對布爾什維克政府的知識分子遭流放至不適合居住的地區，或是經俄羅斯完全驅逐出境，列寧則親自詳細審查上述措施處理對象的名單:358-360:172-173,175-176。
許多社會民主黨成員譴責紅色恐怖的行為，而孟什維克領導人尤里·馬爾托夫、和德國馬克思主義先驅卡爾·考茨基等人都稱這樣的統治為「恐怖統治」。不過傳記作者克里斯多福·瑞德則提到從1920年開始，恐怖行為已經大幅度減少，並且從列寧的主流做法中消失:251。而從1917年至1922年的紅色恐怖期間，遭到契卡絞死和槍決的精確人數並未留下紀錄:837，不同學者研究則提出各種紅色恐怖期間可能造成的喪生人數:466-467；其中後來的歷史學家估計死亡人數在10,000人至15,000人範圍間:114，另外也有50,000人至140,000人的估算結果:834。

### 共產國際

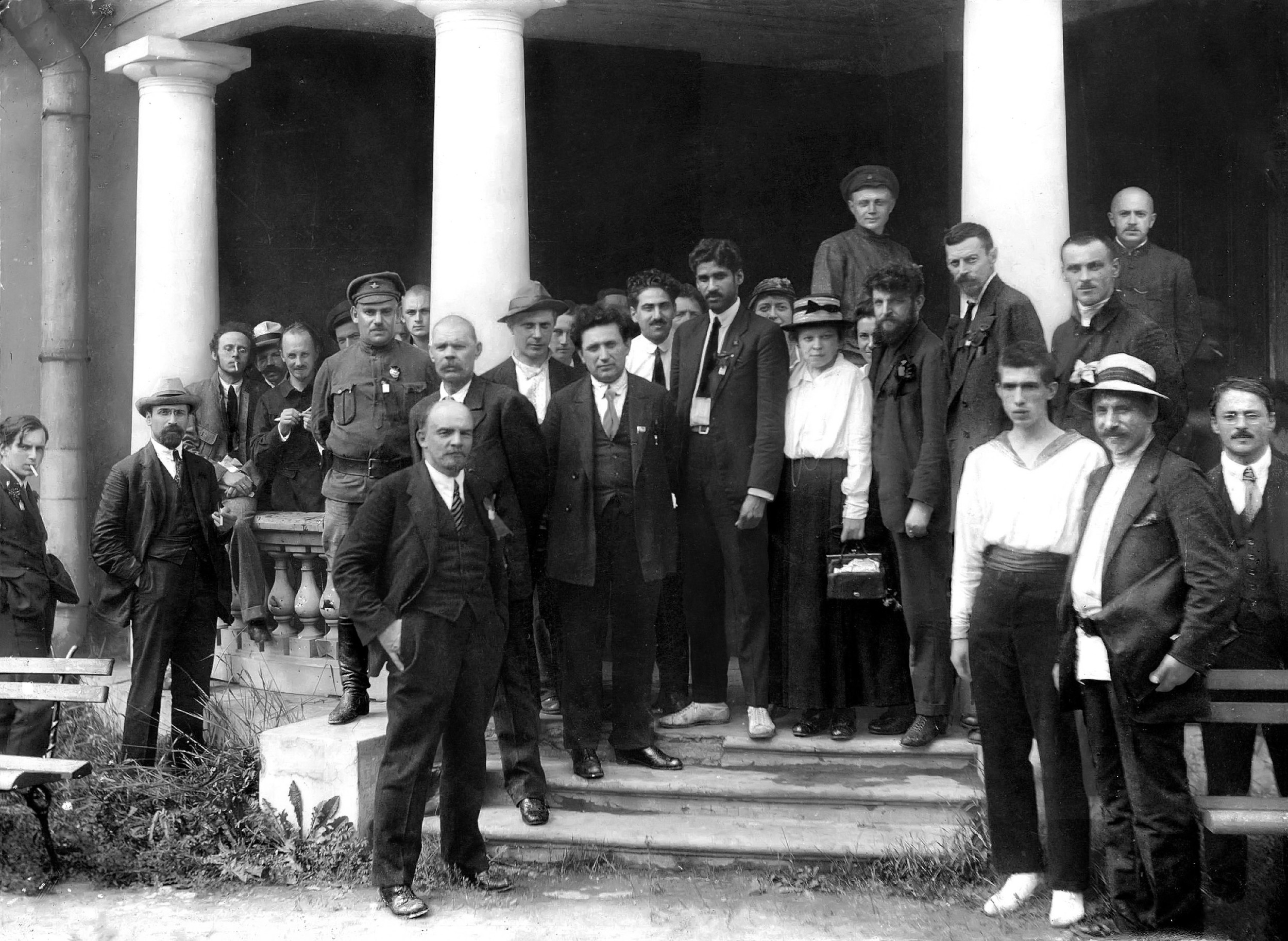
1920年7月，列寧在彼得格勒召開共产国际第二次代表大会，參與成員包括列夫·加拉罕、卡尔·拉狄克、尼古拉·布哈林、米哈伊爾·拉舍維奇、馬克西姆·高爾基、謝爾蓋·佐林、格里戈里·季諾維也夫、羅易、阿布拉姆·別連基等人。

1918年年底，英國工黨呼籲創立社會主義政黨的國際大會勞動和社會黨國際:389-390。列寧認為這是第二國際復興並予以鄙視，轉而規劃敵對的社會主義國際大會，以抵銷前者影響:390。他在季諾維也夫、托洛斯基、克里斯蒂安·拉科夫斯基和安格里卡·巴拉巴諾夫幫助下籌辦這次會議，並於1919年3月在莫斯科召開共產國際（又稱「第三國際」）第一次代表大會:390:386:174:390:160:225。這次會議缺乏覆蓋全球的參與，在34個集會代表中，有30個屬於前俄羅斯帝國國家，且大部分國際會議代表並未獲得自國內部的社會主義政黨正式承認:174:386:160:390-391。
也因此，布爾什維克在活動中占首要地位:160:387；列寧隨後撰寫一系列規章，打算只有贊同布爾什維克觀點的社會主義政黨才允許加入第三國際:398:225-226。在第一次代表大會期間，列寧向代表團成員演說，嚴厲斥責考茨基等馬克思修正主義支持者的道路，並反覆呼籲暴力推翻歐洲資產階級政府:387。雖然季諾維也夫成為國際主席，列寧持續對它有著強大的控制能力:395:391。1920年7月，共产国际第二次代表大会在彼得格勒斯莫爾尼宮召開，這也是列寧最後一次訪問莫斯科以外的城市:397:409。
其中，列寧鼓勵外國代表團成員仿效布爾什維克奪取政權，且放棄他自己長期的觀點；過去他認為資本主義是人類社會發展的必要階段，而不是鼓勵受殖民統治佔領的這些國家，從前資本主義社會直接改造成社會主義社會:161:180-181:409-410。他為了這次會議撰寫小書《共產主義運動中的「左派」幼稚病》，表達對於英國和德國共產主義政黨遠離左派要素的批評，認為後者拒絕參加這些國家議會制度和工會。相反地，他強烈要求他們這樣做，以推進革命事業:415-420。由於和波蘭間持續進行的戰爭，會議必須暫停數天:410；隨後代表大會移動至莫斯科，會議持續舉行到8月為止:397。
不過共產黨間存在民主集中派和工人反对派兩個異議派系，兩者指責俄羅斯國家過於中央集權和官僚主義:183:419:406:167-168。工人反對派與官方國家工會有著來往，也體現政府失去與俄羅斯工人階級間的信任關係:406:419:167。他們對於托洛斯基裁撤工會的意見感到憤怒，後者認為工會在社會主義的工人國家是多餘的；不過列寧不同意這個看法，認為最好保留工會，大部分布爾什維克成員也接受列寧「工會討論」的觀點:183-184:104-105:422-423:168:269。為了處理意見的分歧，列寧在1921年2月召開的俄國共產黨第十次代表大會上，提出政黨派系活動禁令，違者則將予以驅逐:170。

### 世界革命

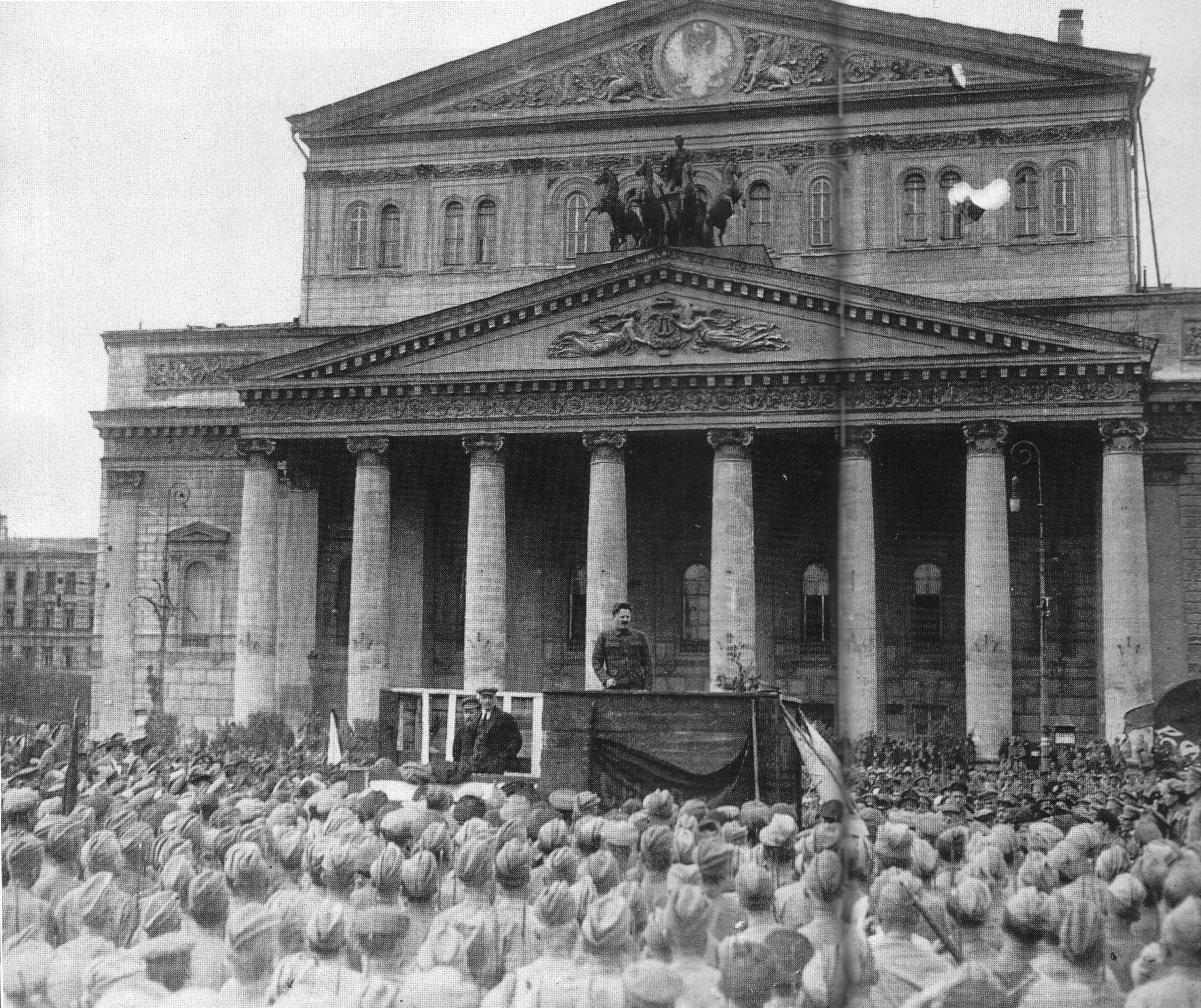
1920年，托洛斯基在莫斯科大劇院前向部隊訓話，在旁邊站立者為列寧和加米涅夫。

列寧本人支持民族自決原則，批評君主專制的俄羅斯帝國為「帝國主義」。而在1917年11月，他便發布《俄羅斯人民權利宣言》，宣稱生活在共和國內部的非俄羅斯人少數民族，擁有放棄俄羅斯權威的權力，並能建立他們自己的獨立民族國家:514:321。結果導致許多國家宣布獨立，包括芬蘭、立陶宛（1917年12月）、拉脫維亞、烏克蘭（1918年1月）、愛沙尼亞（1918年2月）、外高加索民主聯邦共和國地區（1918年4月）和波蘭第二共和國（1918年11月）:514:219。不久，布爾什維克積極地在這些獨立民族國家中提倡共產主義政黨:159-160。
在西方戰線簽署停戰協議後，列寧相信歐洲革命即將爆發:173:387。而隨著世界局勢發展，列寧認為無產階級的世界革命將會出現；他甚至預測在俄羅斯革命後，德國也將會爆發革命行動。為了促進歐洲社會主義革命並援助工人運動，人民委員會支持匈牙利蘇維埃共和國在1919年3月成立庫恩·貝拉的共產黨政府，之後還在巴伐利亞蘇維埃共和國建立共產黨政府。德國其他地區也爆發許多社會主義革命起義，包括斯巴達克同盟發動的起義行動:173:388:395。而在俄國內戰期間，紅軍奉派到俄羅斯邊境附近的新獨立民族國家，並建立蘇維埃政府系統以促進當地馬克思主義:385-386。之後列寧則主張滲透波蘭並建立蘇維埃政府，之後更延伸至德國而推動世界革命。
而在1920年，波蘭第二共和國在第一次世界大戰獨立後，其領導人約瑟夫·畢蘇斯基便嘗試吞併白俄羅斯和西烏克蘭部分地區，波蘇戰爭爆發，波蘭更在5月佔領基輔:182:281:407:161。随着红军成功地包抄并迫使波蘭軍隊撤回後，列寧強烈要求紅軍推進至波蘭，認為波蘭無產階級將為了支持红色政权的建立起义，因而觸發歐洲革命。雖然托洛斯基和其他布爾什維克成員持懷疑態度，他們最後同意武力颠覆波兰政府。在米哈伊爾·圖哈切夫斯基率領的紅軍與波蘭作戰期間，位於西歐的德國、法國和義大利都有群眾響應軍事行動。然而波蘭無產階級由于强烈的民族主义情绪并未支持红军，且紅軍在多次击败波蘭軍隊後，於華沙戰役中遭到波军反击而溃败:161:396:182-183:408-409, 412。波蘭軍隊開始逼迫紅軍軍隊退回苏俄，也迫使人民委員會求和。1921年3月18日，雙方簽署《里加和約》並宣告戰爭結束，其中俄羅斯割讓領土給波蘭、且支付相關賠款:412:183:388。
而在同年，列寧也聲稱蘇維埃需要巴庫生產的石油，之後則派遣布爾什維克成員和紅軍建立蘇維埃政權。另外俄羅斯在許多地區正式獨立後，同樣也陸續將之轉為由共產黨領導的國家，包括爱沙尼亚劳动人民公社、拉脫維亞社會主義蘇維埃共和國、立陶宛蘇維埃社會主義共和國、白俄羅斯社會主義蘇維埃共和國和烏克蘭蘇維埃共和國:385-386；俄羅斯更進一步向東方發展，主導先後在格魯吉亞蘇維埃社會主義共和國、蒙古人民共和國成立共產黨政府:531,536。許多資深布爾什維克成員希望這些國家併入俄羅斯，列寧堅持宣稱民族情感應該受到尊重，但也保證這些國家新成立的共產黨政府，實際上是莫斯科政府的地區分支機構:386。但隨著匈牙利共產黨政府垮台、紅軍在波蘭首都華沙戰敗、及德國馬克思主義起義遭到鎮壓，列寧对世界革命的預言未能實現:396:174。

### 飢荒動亂

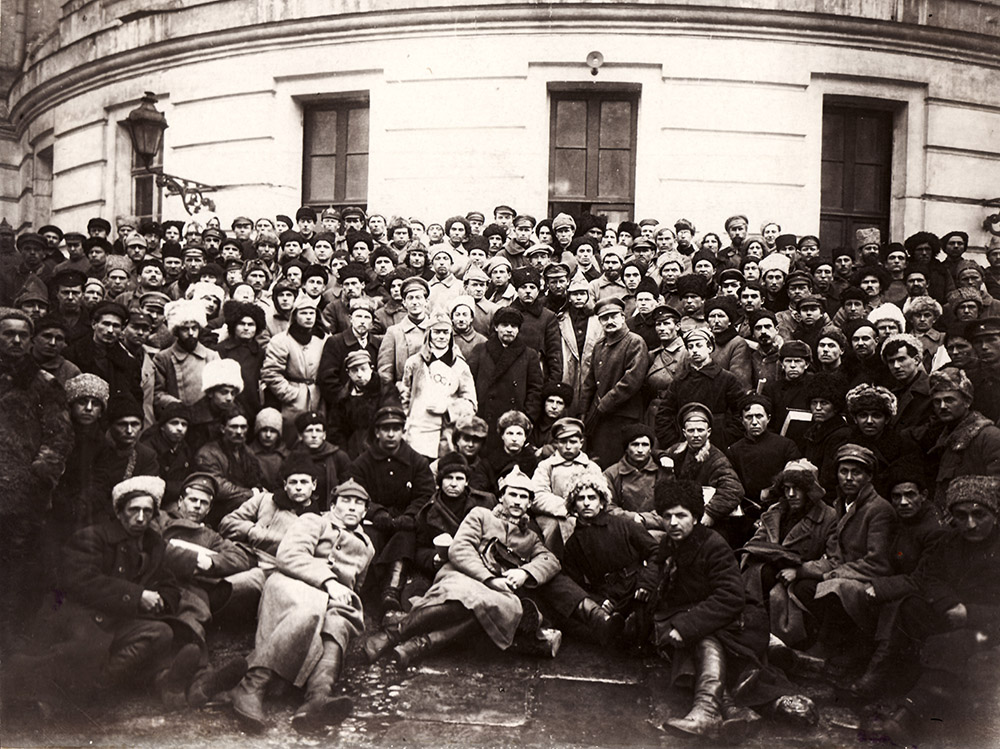
1921年，列寧、托洛茨基、伏羅希洛夫等人，和剛鎮壓完克隆斯塔起義的布爾什維克士兵合照。

1921年至1922年，俄羅斯因為乾旱引起極為嚴重的飢荒，而國家也曾經在1891年至1892年經歷飢荒:185-186。這次嚴重的飢荒波及30多個省份，估計期間導致俄羅斯大約有500萬人死亡:164，甚至出現人食人的情況。飢荒問題惡化政府的徵用，然而俄羅斯糧食因内战仍大量輸出:343,347。為了幫助飢荒災民，美國聯邦政府設立分發糧食的美國救濟管理局:414:345:172，同時花費2,000萬美元購買糧食來救濟災民。然而列寧不信任這一外援，並且予以嚴密的監控:346。而在飢荒期間，莫斯科牧首吉洪呼籲正教會出售不必要的物品，以幫忙賑濟急需。
另外在1920年和1921年，反對餘糧收集制的地方徵用，導致俄羅斯全國各地爆發反布爾什維克農民起義，不過這些起义遭到鎮壓:220:406:343:168:425:154。其中最重大者為反抗的農民發起的坦波夫起义，列寧將這次起義稱為「富農暴動」；最後他下令米哈伊爾·圖哈切夫斯基率領紅軍鎮壓叛亂的反抗徵糧農民:168:330-333:423-424:154-155。1921年2月，彼得格勒工人舉行罷工，導致政府正式宣布城市戒嚴，且派出紅軍鎮壓示威遊行:220:406-407:324-325:184:170。
到了3月，曾經在十月革命扮演重要角色的克隆斯塔水兵，在彼得格勒發起反抗布爾什維克政府的克隆斯塔起義，要求允許所有社會主義者言論自由與出版自由、提供自主工會集會自由、允許農民自由市場和不為徵用所制，同時要求重新選舉蘇維埃。列寧宣稱反叛者為社會革命黨和外國帝國主義所誤導，呼籲展開暴力報復:170:184:405:325-326:427:169。在托洛斯基領導下，紅軍在3月17日鎮壓叛亂，導致數千人死亡，而倖存者則居留在勞改營:408-409:327-328:184-185:427-428:171-172。
1922年1月，人民委員會更進一步強制要求宗教機關將所有貴重物品撥出和銷售:251:375-376:176-177。吉洪反對出售用於聖餐禮中的物品，許多神職人員抗拒挪用作為，但也導致暴力威脅:376:178。而在發生神父暴動後，列寧在1922年5月向維亞切斯拉夫·莫洛托夫致信討論拆除教堂一事，並表示應該盡量處決反動的神父和資產階級:152-154。期間，他頒發要求依法處死反對布爾什維克神父的法令，導致14,000人至20,000人死亡:376-377:239:179，而歷史學家奧蘭多·費吉斯則認為約有8,000名神職人員在這時期遭到就地正法。雖然俄羅斯正教會受到最嚴重的影響，政府反對宗教的政策也影響天主教會和新教教堂、猶太會堂和伊斯蘭教清真寺:381。

### 新經濟政策
1920年1月，政府推行普遍的勞動徵用，確保所有年齡16歲至50歲的公民必須工作:703-707:103:143。列寧也呼籲俄羅斯國家電氣化委員會計劃，自1920年2月展開平民大眾電氣化工程；他更宣布：「共產主義就是蘇維埃政權加全國電氣化。」這句將在往後數年廣泛提及:107:165:230。這項計畫預計花費10年到15年時間，新建30座發電站，其中分別有20座火力發電站和10座水力發電站。但另一方面，列寧也提到「我們計劃（說我們計劃欠周地設想也許較確切）用無產階級國家直接下命令的辦法在一個小農國家裡按共產主義原則來調整國家的產品生產和分配。現實生活說明我們錯了。」
1921年2月，列寧向中央政治局提出新经济政策，他說服大多數布爾什維克資深人員具有必要性，在4月獲准成為法律:411:185:421, 424-427, 429:264。列寧在手冊《論糧食稅》說明政策，聲明新經濟政策代表返回到最初的布爾什維克經濟計畫；他並聲稱原先這受到內戰阻饒，人民委員會被迫採取戰時共產主義的經濟政策:155:430:170-171。新經濟政策允許俄羅斯內的民營企業、重新引入工資制度、且農民得以在自由市場銷售產品，而收入則需要徵稅:169:411:430:153:158:264-265。這項政策允許私自擁有小型產業，雖然基礎工業、運輸系統和對外貿易仍然由國家控制:430:412:266:159。新經濟政策使俄羅斯的經濟逐漸恢復，並讓俄羅斯在1928年的工業和農業產品產量，成功恢復到1913年的水平。
列寧把這稱作「国家资本主义」:412:155:159，而部分布爾什維克成員認為這是社會主義原則的背叛:151:422:171。列寧傳記作者通常將引進新經濟政策視為一大特點，這也是他最為重要的成就之一。:421, 434。列寧還尋求透過對外貿易發展苏俄經濟，人民委員會派遣代表出席1922年的熱那亞會議。列寧希望出席會議，但受到病痛阻礙:567-569。在這之前，俄羅斯和英國基於貿易簽署《英蘇貿易協定》，該會議隨後促使俄德兩國簽署《拉巴洛條約》:432, 441。列寧希望藉由允許外國企業在俄羅斯投資，人民委員會將會惡化資本主義國家間的對抗，進而加速自身垮臺。他試圖出租堪察加半島給美國企業，以加劇想要得到堪察加半島的美日兩國間的帝國主義緊張氛圍:424-427。

## 健康惡化

### 遇刺後中風

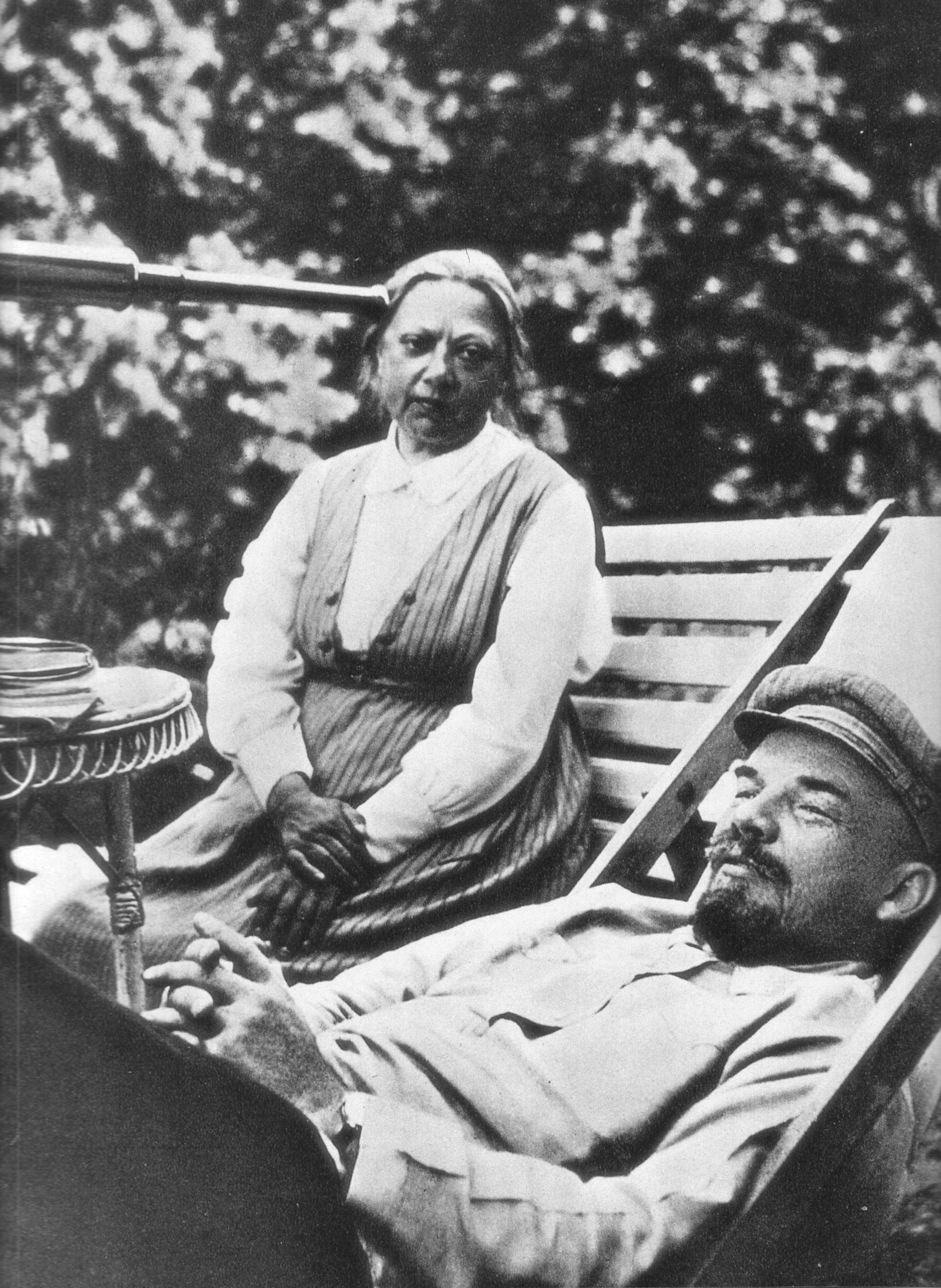
1922年，列寧與娜傑日達·克魯普斯卡婭在高爾基列寧斯克莊園的合照，由妹妹瑪麗亞·烏里揚諾娃拍攝。

布爾什維克在1920年4月舉行慶祝他50歲生日的庆典，俄羅斯全國各地也有廣泛的慶祝活動，並出版有關他的詩歌與傳記:177-178:405:260-261。1920年至1926年間，總共20卷的《列寧全集》出版，不過部分資料遭到刪節:283。1920年期間，許多著名的西方重要人物前往俄羅斯訪問列寧，包括作家H·G·威尔斯、哲學家伯特蘭·羅素、無政府主義者艾瑪·高德曼和亞歷山大·貝克曼:178-179:440。健康狀況越來越糟糕的阿曼德也曾前往克里姆林宮拜訪列寧:380-381:414-415:258，後者將她送至北高加索基斯洛沃茨克療養院進行康復治療；但受到霍亂流行影響，她仍然於1920年9月在該處逝世:258:381-382:181:415。她的遺體運往莫斯科，列寧對此明顯極度悲傷，並監督遺體下葬至莫斯科克里姆林宮城牆底部:258:181-182:416-417。
列寧在1921年下半年病重:409:33，患有聽覺過敏、失眠和經常頭痛:187:435。在中央政治局堅持下，他在7月離開莫斯科一個月，前往他在高爾基的公館，由他的妻子和妹妹照看著:187:436:281。列寧開始有了自杀的念头，要求克魯普斯卡婭和史達林取得氰化鉀並給他:420,425-426:439:280, 282。列寧在其最後幾年期間，雇用了26名醫生为他治療，許多成員來自外國、且以極高費用聘用:443:437。一些成員認為其病症是1918年的暗殺企圖後，因為嵌进身體的子彈金屬氧化所造成的。1922年4月，他接受外科手術以移除子彈:172:258:443。但之後症狀仍然持續，列寧的醫生不清楚原因。一些成員認為他患上神經衰弱或腦動脈硬化，然而也有传言相信他感染梅毒:444-445。1922年5月，他第一次中風，暫時失去說話的能力且右側癱瘓:258:33:443:173。他在高爾基休養，並在7月大致上恢復:446。他在10月回到莫斯科，然而因為12月的第二次中風而回到高爾基:173:33-34。:426-428,431-432
儘管罹患疾病，列寧仍然對政治發展有著強烈興趣。1922年6月至8月期間，隨著社會革命黨領導人被判密謀對抗政府有罪而接受審判，列寧呼籲依法處決。不過他們受到無限期監禁，直至史達林領導大清洗期間處死為止:269:428-430:318:164:442-443:174-175。1923年3月，政府在列寧的支持下，藉由開除國家機構和企業內的所有孟什維克成員、且將政黨成員關押至集中營，幾乎成功根除俄羅斯的孟什維克主義:164:310:320-322:103-104:172。列寧還關注俄羅斯蘇維埃聯邦社會主義共和國內的沙皇官僚體系遺風:8-9:176:270-272，且在其最後幾年對此越來越擔心:189。他譴責官僚主義的姿態，並建議徹底檢查以完全處理相關問題:192-193，更曾在信函中抱怨：「我們所有的人都陷在官僚主義的臭泥潭裡。:578」

### 組成蘇聯
列寧在1922年12月至1923年1月間口授《列宁遗嘱》，其中他談論其同志的個人特質，特別是托洛斯基和史達林:433:73-75:417:464:173-174。他建議開除史達林的共產黨中央委員會總書記職務，認為後者不適合該職位:434-435:192:273:469:174-175:278-279。相反地，他推薦托洛斯基擔任該職位，形容他是「現在的中央委員會中最有才能的人」；他強調托洛斯基優秀的智力，但同時批評其自信和過分傾向行政事務:434-435:249,418:465:174。在這一時期，他口述批評工农检查院的官僚主義本質，要求招聘新的工人階級職員，以作為矯正這個問題的方法:120-121:468:273；而在其他的文章中，他呼籲國家打擊文盲情況、增進平民間嚴守時間和責任心及鼓勵農民加入合作社:470。
隨著列寧在1922年至1923年間因為生病休息，總書記史達林藉由任命支持者至重要職位、及建立列寧最親近的至交和繼承人的形象，開始鞏固自身權力:426,434:34-35:263-264。其中史達林還使用兩張相片拼合而成的合成照片，作為宣稱自己是列寧接班人的證據。而在1922年12月，中央政治局指派史達林負責列寧的養生計畫，史達林因而得以控制接觸人士，而列寧則對於史達林的批評越來越多:273,416:70:191。1922年夏季期間，列寧堅持認為國家應該保留國際貿易的壟斷，然而史達林領導其他布爾什維克成員反對這意見，不過後者最後失敗:173:35-40:451-452。兩人之間也出現私人問題的爭執，史達林曾在電話交談中向克魯普斯卡婭叫罵，轉而讓列寧極為憤怒，並向史達林致函表達不滿:173-176:435-436:71,85:101:273-274,422-423:463, 472-473:279。
兩人之間最為顯著的政治分歧出現在格鲁吉亚事件期間，史達林建議喬治亞及亞塞拜然、亞美尼亞等周邊國家，儘管這些國家政府聲明並不願意，也應該與俄羅斯合併:43-49:190-191:421:452-455:175-176；列寧認為這是史達林和其支持者的大俄羅斯民族沙文主義的表現，反而呼籲這些民族國家加入俄羅斯，以作為更大聯盟的半獨立成員，他建議將之稱為「歐洲和亞洲蘇維埃共和國聯盟」:421:50:354:455:175。史達林最初抵制這個提議，最後轉而接受；而在列寧同意下，他將新提議國家名稱改為「蘇維埃社會主義共和國聯邦」:455-456。到了12月，列寧派遣托洛斯基作為自己的代表，向中央委員會全體會議演說，蘇聯的計畫獲得認可。12月30日，該項計畫接著由最高蘇維埃批准，得以組建蘇聯:421:460-461, 468:40,99-100。儘管列寧健康狀況欠佳，仍透過選舉成為新蘇聯政府的主席:221。

### 逝世和葬禮
1923年3月，列寧第三次中風且失去說話能力:281:176:372:436:103:355:193。同一個月，他經歷右側局部癱瘓，且開始表現出感覺性失語症:436:425:474。到了5月，他緩慢恢復健康，開始恢復活動、說話和書寫技能:192:193-194:429-430。而在10月，他最後一次訪問莫斯科與克里姆林宮:281:437:431:476。在其最後一個星期，季諾維也夫、加米涅夫和布哈林等人前往高爾基公館拜訪列寧。1924年1月21日，列寧在當天早些時候昏迷:269:176:438:478-479，之後便於高爾基公館逝世:194:299:477-478。在第二天，政府公開宣布列寧逝世:7。1月23日，重要的布爾什維克成員將遗体抬到紅色靈柩上，而共產黨、工會和蘇維埃的哀悼者也訪問高爾基住家查看遗体:7-8。
列寧的官方報告中，將死亡原因紀錄為無法治癒的血管疾病，:372:435，俄羅斯許多機密檔案文件也指稱其動脈硬化。其他說法還包括認為列寧的死亡原因，和家族病史、身心壓力或者中毒，甚至感染梅毒有關係；其中史達林便傳出有毒殺列寧的嫌疑，但亦有學者認為列寧的死因是負擔過重和工作太多。
之後靈柩由鐵路列車運送至莫斯科，並送到工会大厦以讓其遗体受到公眾瞻仰:7-8:439:479。在接下來三天內，大約有100萬名哀悼者前往探視遺體，許多人自发在嚴寒環境中排隊數小時:9。1月26日，全俄羅斯蘇維埃第十一次代表大會向已故的領導者致敬，米哈伊爾·加里寧、季諾維也夫和史達林並發表演說，不過托洛斯基在高加索休養康復而未能參與開會:9。列寧的葬禮在第二天舉辦，其遗体在軍樂伴奏下而運到紅場，在群眾集合並傾聽一系列演講後，遗体放入特別建造的陵墓墓穴中:439:9:479-480。尽管天气严寒，仍有數萬人參加這次葬禮:440。受到1920年代初期的俄羅斯宇宙主義影響，列昂尼德·克拉辛和波格丹諾夫提議向國外購買設備，並將列寧的遗体冷凍，以便將來讓他甦醒。
然而這項冷凍计划由於各種原因而未能實現，於是改在克魯普斯卡婭聲明反對下，將列寧的遺體製成木乃伊以長期防腐處理保存，之後更在紅場陵墓公開展示:438:437-438:481。在這個過程中，列寧的大腦被移除。為了仔細分析大腦，在1925年設立研究所，揭示列寧罹患十分嚴重的硬化症:446。1929年7月，中央政治局同意選擇耐久的花崗岩來取代臨時陵墓，並在1933年完成:444-445。1940年，裝有列寧遺體陵墓正式替換成石棺，並在1970年又再次更換:445。而在1941年至1945年間，為了在第二次世界大戰過程中的安全，遺體一度從莫斯科移往秋明存放:444。

## 意識形態

### 過往影響
列寧熱忱地相信馬克思主義:18，且相信其對於馬克思主義的闡述理解是唯一準確和正統的:35:237。1904年，馬爾托夫首次將他對於馬克思主義的解釋稱作「列寧主義」:409。根據他對於馬克思主義的觀點，人類最後將抵達純粹的共產主義，其中從摆脱剝削和異化獲得自由，而成為無國家、無階級差別、工人平等社會；這時將能控制自身命運，且遵循「各盡所能、各取所需」的規則:41。根據沃爾科戈諾夫所說，列寧強烈且真誠地相信他在俄羅斯設置的途徑，最終將領導建立共產主義社會:206。
1914年以前，列寧大部分同意主流的歐洲正統馬克思主義觀念:18。然而列寧主義在正統馬克思主義觀念中，首次引入修正和改革，且採納更絕對主義、教條主義的思考方法:18。在已經建立的馬克思主義中，列寧主義因其解放展望的強烈情感、及致力於無產階級革命先鋒的領導作用而顯得重要:19。也因此，列寧偏離主流的馬克思主義，以處理如何建立無產階級國家的問題；他信任強硬的國家機器來排除資產階級，但這與考茨基等歐洲馬克思主義者的觀點牴觸，後者想像由無產階級取得多數的民主議會政府:19。而根據歷史學家詹姆斯·萊恩的觀點，列寧是第一個將暴力作用急遽提升至革命手段的重要馬克思主義理論家:3。列寧在其信仰體系裡融入變化中的情勢:13，且經歷戰爭、飢荒、經濟崩潰期間的俄羅斯實際執政現實，導致他偏離許多在十月革命前曾清晰表述的馬克思主義看法:57:151。
列寧的觀點在很大程度上受到先前存在的思想影響，包括俄羅斯革命運動和俄羅斯馬克思主義理論變體，後者聚焦在馬克思和恩格斯著作如何適用於俄羅斯:29:1。不過即使身為馬克思主義者，列寧也因而受到俄羅斯早期流行的社會主義思想流派影響，其中像是均田社會主義的民粹派:173。相反地，他嘲笑同時期採納非馬克思主義哲學家、社會主義人士和社會學家看法的馬克思主義者:203。在《帝國主義是資本主義的最高階段》等理論著作中，他自己研究自己對於馬克思逝世後的資本主義發展的看法，認為其已經抵達國家壟斷資本主義的新階段:34。而在1917年奪取政權前，他認為雖然在俄羅斯經濟中仍然是農民階級占首要地位，但俄羅斯存在著壟斷資本主義的事實，意味著國家能充分發展物質而轉移到社會主義:150-151。

### 政治主張
列寧的馬克思主義信念認為不能直接將當前的國家改造為共產主義社會，而必須首先進入社會主義時期，因此他主要關心如何將俄羅斯轉變為社會主義社會。為了能夠這樣做，他認為無產階級專政是必要的，以壓制資產階級和發展社會主義經濟:35。他界定社會主義為「生產資料由社會擁有的文明合作夥伴秩序」:432，且認為經濟體制必須擴張，直到創造後稀缺的充裕社會:41。為了實現這個目標，他認為在國家控制下將帶來俄羅斯經濟發展；而這也成為其核心關心的議題，更曾提出所有公民成為國家聘用的雇員:42-43。列寧将社會主義解釋為國家主義的中央集權和計畫經濟，而在这样的社会主义制度下，生產與配給嚴格地受到国家控制:41。他認為全國各地的所有工人將會自發地聯合起來，實現國家經濟和政治的集中:38。列寧呼籲工人支配生產資料，且提到這並非由工人直接管理自身企業，而是所有企業的經營都在工人國家控制下:43-44:63。這導致列寧思想中出現兩種相互矛盾的主題，一方面廣泛的工人支配，另一方面則是中央集權、等級制度、高壓的國家機器:36。
列寧是國際主義者，而且堅定支持世界革命，並相信第三世界的革命將通過農民和無產階級組成聯盟發生:95-144；他還由此相信國界是過時的觀念，而民族主義和愛國主義更分裂階級鬥爭的注意力:423:352。他相信在社會主義革命之下，國家將必然會合併融合，且最終建立「世界合眾國」政府:88-89。他反對聯邦主義，認為其性質這是為了資產階級，這反而強調集中化單一制國家的中央集權必要性:87。列寧反對民族主義，尤其反對基督教世界中普遍存在的反猶太主義。他還是反帝國主義者，並相信所有民族應該得到民族自決的權力:87。他因此支持民族解放戰爭，接受少數民族從社會主義國家脫離退出可能是必要性衝突，因為社會主義國家並非神聖、及保證能預防錯誤或虛弱:91,93。另外他也支持婦女權利，廢除俄羅斯帝國時期對於同性戀、無責任離婚的禁令。
列寧曾表示：「蘇維埃政權比最民主的資產階級共和國要民主百萬倍。」其觀點認為後者不過是「有錢人的民主」:442。他認為透過蘇維埃代表選舉和工人選舉自身高級職員，伴隨著定期輪換與所有工人參與國家行政事務，其「無產階級專政」便能夠成為民主政體:36-37。列寧相信代議民主制的資產階級國家已經被簡單地用於提供民主假象，同時維持資產階級專政的情境；他在描述美國的代議民主制體系時，提及「壯觀而且毫無意義的兩個資產階級政黨之間的決鬥」，兩者都由剝削美國無產階級的「狡詐的千萬富翁」領導:121。他也反對自由主義，對於自由作為價值的觀點普遍表現反感:471；且認為自由主義中的自由權具欺騙性，因為並不包括從資本家剝削獲得自由的勞工:443。

## 人物形象

### 革命魅力
列寧把自己看做應運而生的人，堅定地相信其事業的正直和他自己革命領導人的能力:159, 202:207。傳記作者路易·費歇爾描述他是「激進變革和最大限度劇變的熱愛者」，且他並不存在著中間地帶，而是「非此即彼、非黑即紅誇張者」:47,148。派普斯強調列寧非凡的工作紀律能力和對革命事業的專注，並以表現出極大的魅力著稱:348:351。同樣地，沃爾科戈諾夫認為其人格相當具有魄力，而能夠影響人們:246。相反地，列寧的朋友高爾基評論其禿頭、結實、強壯的身體外貌，在共產主義革命中過於平庸、且未給予「成為領導人的印象」:57。
歷史學家暨傳記作者羅伯特·瑟維斯聲稱列寧是飽滿激情的青年:73，這表現在對於沙皇當局的強烈憎惡:81。而根據瑟維斯的觀點，列寧情感依戀的發展來自其意識形態的英雄，包括馬克思、恩格斯和車爾尼雪夫斯基；他自身擁有他們的肖像:118，且私下形容自己就像和馬克思與恩格斯戀愛:232:13。根據列寧傳記作者詹姆斯·D·懷特，列寧對待他們的著作類似《聖經》或宗教教條，應該「不能表示懷疑、且要相信之」:88。而在沃爾科戈諾夫的看法中，列寧接受馬克思主義作為絕對真理，且就像「宗教狂熱分子」般照著行動:362。同樣地，伯特蘭·羅素以為列寧對於馬克思真理中的宗教信仰，表現出不動搖的信心:409。傳記作者克里斯多福·瑞德認為列寧同等於世俗的理論領導人，從察覺到的學說真理中提取自身合法性，而非源於通俗的授權:262。然而列寧仍然是批判宗教的無神論者，認為社會主義與生俱來便是無神論，因此認為基督教社會主義是自相矛盾的用詞:373:149。
瑟維斯宣稱列寧可能情緒化且反覆無常:116，派普斯認為他是徹底的厭惡世人者:287。而瑞德拒絕這個看法，他強調許多列寧表現仁慈的實例，特別是對孩子的態度上:259。根據一些傳記作者，列寧不能容忍反對聲音，且經常駁回完全與自己不同的意見:207, 212:353。他可能惡毒的批判其他人、表現出嘲笑奚落的傾向，及對那些不同意者展開人身攻擊:93。他忽視其缺乏論據的事實:353、憎惡妥協方案:69，且很少承認他自己的錯誤:244:153。他拒絕竄改自己的意見，直到他完全拒絕考慮後，才會堅定不饒地以新觀點處理:59。
雖然他沒有表現出施虐癖或個人渴望犯罪暴力行為的跡象，列寧贊同針對其他人的暴力行動，且沒有表現出為了革命事業殺死他人的懊悔:182:350:177:208:6。列寧的態度中採取不屬於道德範疇的立場，最後總是用結果來為方法找尋理由:247:422。根據瑟維斯的意見，他認為列寧把道德視為無關緊要，且反對道德絕對主義的觀點:80。他並指出列寧在行動正當性的判斷，取決於對於革命事業獲得成功的可能性:80，也就是「簡單的道德準則：採取某些措施是推進或阻礙革命事業？:293」

### 日常生活
除了俄語外，列寧能夠講談和閱讀法語、德語和英語:242。關心身體健康的他有規律地鍛鍊:106:160，且喜愛騎腳踏車、游泳和狩獵:188，也養成在瑞士山峰爬山的熱情:20,64,132-137。他也喜愛寵物:423，特別是貓咪:367。他傾向於避免奢侈，且過著簡樸的生活:368。派普斯指出列寧個人需要非常普通，而有樸素、甚至禁慾的生活風格:812。列寧厭惡凌亂，總是保持辦公桌整潔、且將鉛筆削尖，他還堅持工作期間一點聲音也沒有:99-100, 160。根據費歇爾所說，列寧極少虛榮心，且在蘇聯政府部門開始建立其周圍的形象後，他仍因為這個原因而厭惡個人崇拜:245。儘管如此，他相信這或許對於聯合共產主義運動有其他益處:349-350:259-260, 284。
儘管從事革命政治事務，列寧厭惡在文學和藝術中的革命性實驗；例如他反感的作品有表現主義、未來主義和立體主義，且喜愛現實主義和俄羅斯經典文學名著:420-421:125:237。列寧對於性和婚姻也持保守態度:237，成年後的他與馬克思主義同伴克魯普斯卡婭結為夫妻關係；列寧和克魯普斯卡婭雖然喜歡款待朋友的子女:424:213:38，但兩人對於不曾有過孩子感到難過:199。瑞德指出列寧與關係密切的家庭成員間，有著非常緊密、溫暖和畢生的關係:19。而列宁虽然缺少知己，但阿曼德通常被视为一位和他关系十分亲密与特别的女性好友:246。列寧指認自己的民族為俄羅斯人，可能是他不知道自己母親的猶太人血統:67；在他死後，猶太人血統才由其姊姊安娜發現:66-67。瑟維斯形容列寧在民族、社會和文化選擇上有點勢利:453，作為布爾什維克領導人的他相信特別是德國等其他歐洲國家，在文化部分優於俄羅斯:389，他形容後者為「最愚昧無知、中世紀且可恥落後的亞洲國家之一」:121。他認為俄羅斯人民中缺乏責任心和紀律，且對此感到極為惱火；而在他年輕時候，曾希望俄羅斯在文化上能更為歐洲化和西方化:11:389-400。

## 往後影響

### 人物評價

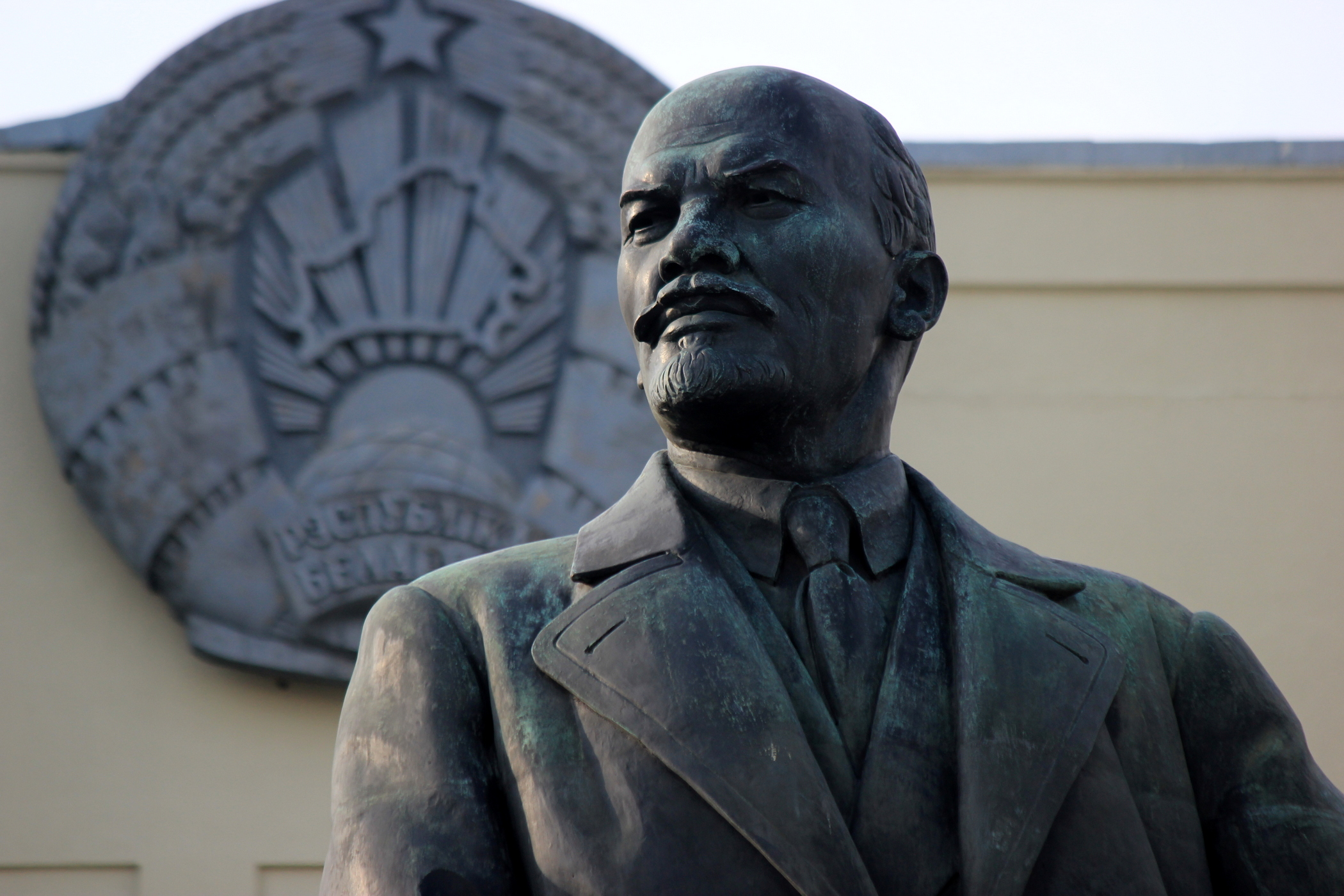
白俄羅斯首都明斯克獨立廣場的列寧雕像

列寧是最具爭議的人物之一，长期受到来自不同人的敬仰和抨击:3。共產主義者視其為偶像，也有许多不同黨派評論員將之妖魔化:284。即使在他的一生中，列寧也受到俄羅斯人民「喜愛和憎恨、讚賞和鄙視」:414。詹姆斯·懷特形容列寧「不可否認地是近代史傑出人物之一」:iix，而瑟維斯則說明他是被廣泛理解為20世紀「最重要行動者」之一的俄羅斯領導人:488。《時代》雜誌提名列寧為「時代100人：本世紀最重要的人物」的一位，且是排名前25名的歷史政治圖標。在2008年，俄羅斯全俄國家電視廣播公司進行關於國內最偉大歷史人物的網路民意調查評選活動，列寧經過統計而排行第6名，僅次於亞歷山大·涅夫斯基、彼得·斯托雷平、約瑟夫·史達林、亞歷山大·普希金和彼得大帝。
在列寧逝世後不久，西方世界傳記作者開始撰寫相關著作。克里斯多福·希爾等一些人同情他，而理查德·派普斯、羅伯特·蓋拉特萊等其他人則对列宁有明顯的敵意。許多像是瑞德、拉爾斯·立等後來的傳記作者，試圖避開對他無論是敵對或肯定的評論，從而迴避政治化的刻板印象:3:14。同情者把他描述為馬克思主義理論的真正調整者，讓其能夠適合俄羅斯特別的社會經濟狀況:14。蘇聯觀點則描述他確認歷史必然性的特性，並因而協助其必然發生:123。相反地，大部分西方國家歷史學家認為他為了獲得和保持政治權力而操縱局勢，同時他看重試圖在意識形態上對其務實政策做出解釋的想法:123。近年來，俄羅斯和西方國家歷史修正主義者則強調列寧及其政策受到当时一些早已存在的想法與大眾壓力的影響:124。
許多歷史學家和傳記作者將列寧的管理描述為極權主義和警察國家:415:364:307,312，且許多人认为苏共是一黨專政:164:12:x,161:506:97:190:9。數位學者形容列寧是是獨裁者:247:416:511:3，但是萊恩指出，就其所有提議都能得到接受和執行一事而言，列寧並非是獨裁者，因為其許多同僚在各種問題上都曾不同意他的想法:1。費歇爾觀察到列寧雖然是獨裁者，但並非後來史達林所成為的那類獨裁者:524；而沃爾科戈諾夫相信列寧建立起来的政黨專政，在史達林統治下將只會成為一人獨裁的蘇聯:313。
相反地，包括西方世界歷史學家希爾和約翰·瑞斯等馬克思主義觀察家論證，反對列寧政府為獨裁國家的觀點；其中他們認為其發現在自由民主國家中維護民主選舉的缺陷方法，並將部分過程予以取代:120。萊恩主張左派歷史學家保羅·勒·布蘭克提出相當重要的論點，認為個人素質導致列寧提出無情的政策，未必比20世紀西方國家領導人更為強硬:191。歷史學家J·阿克·蓋迪評論列寧為：「對於國家應有許多表揚，謙卑的人能夠承受低頭，而這可能成為基於社會正義和平等的政治運動。」

### 蘇聯宣傳

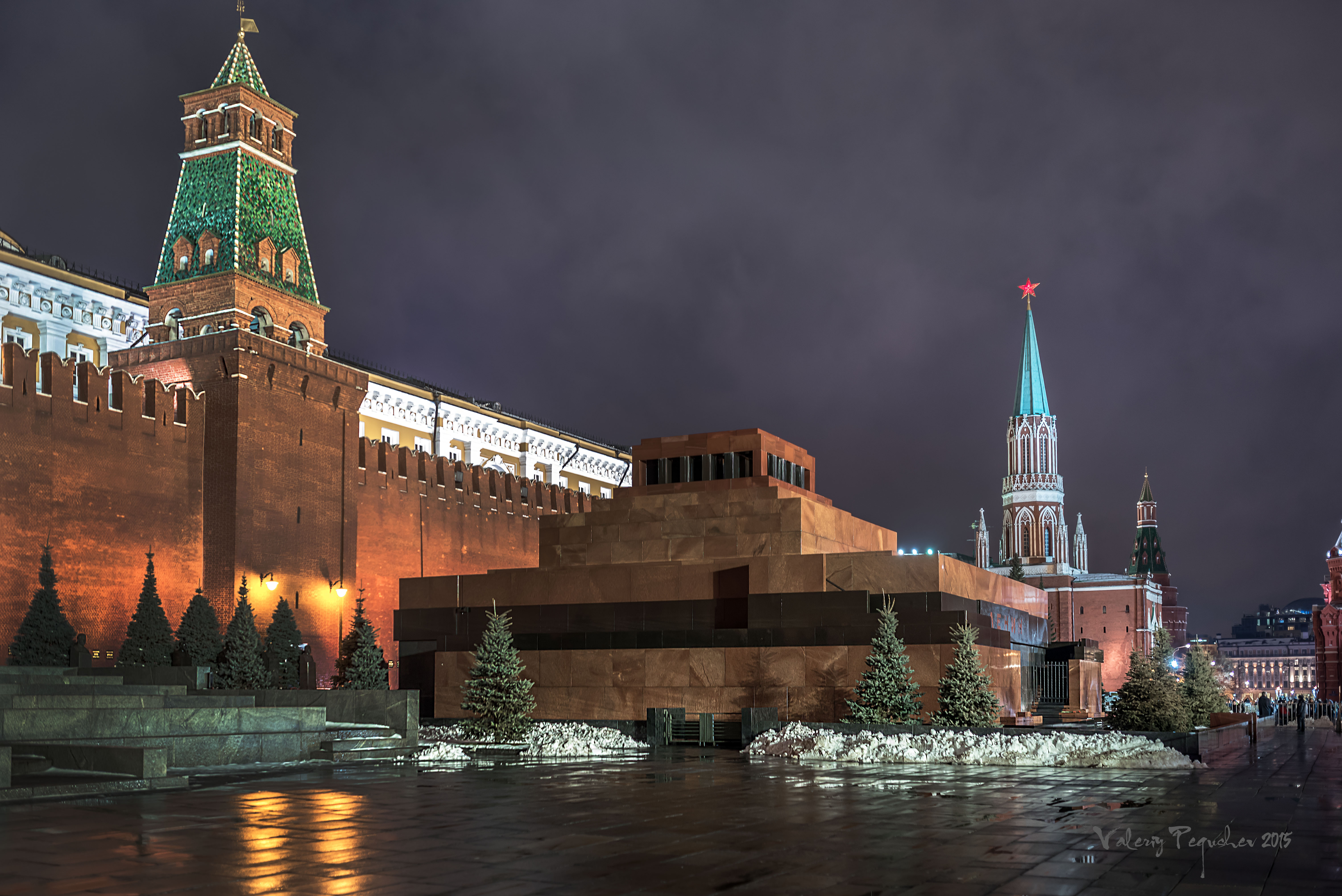
位於克里姆林宮前的列寧墓。

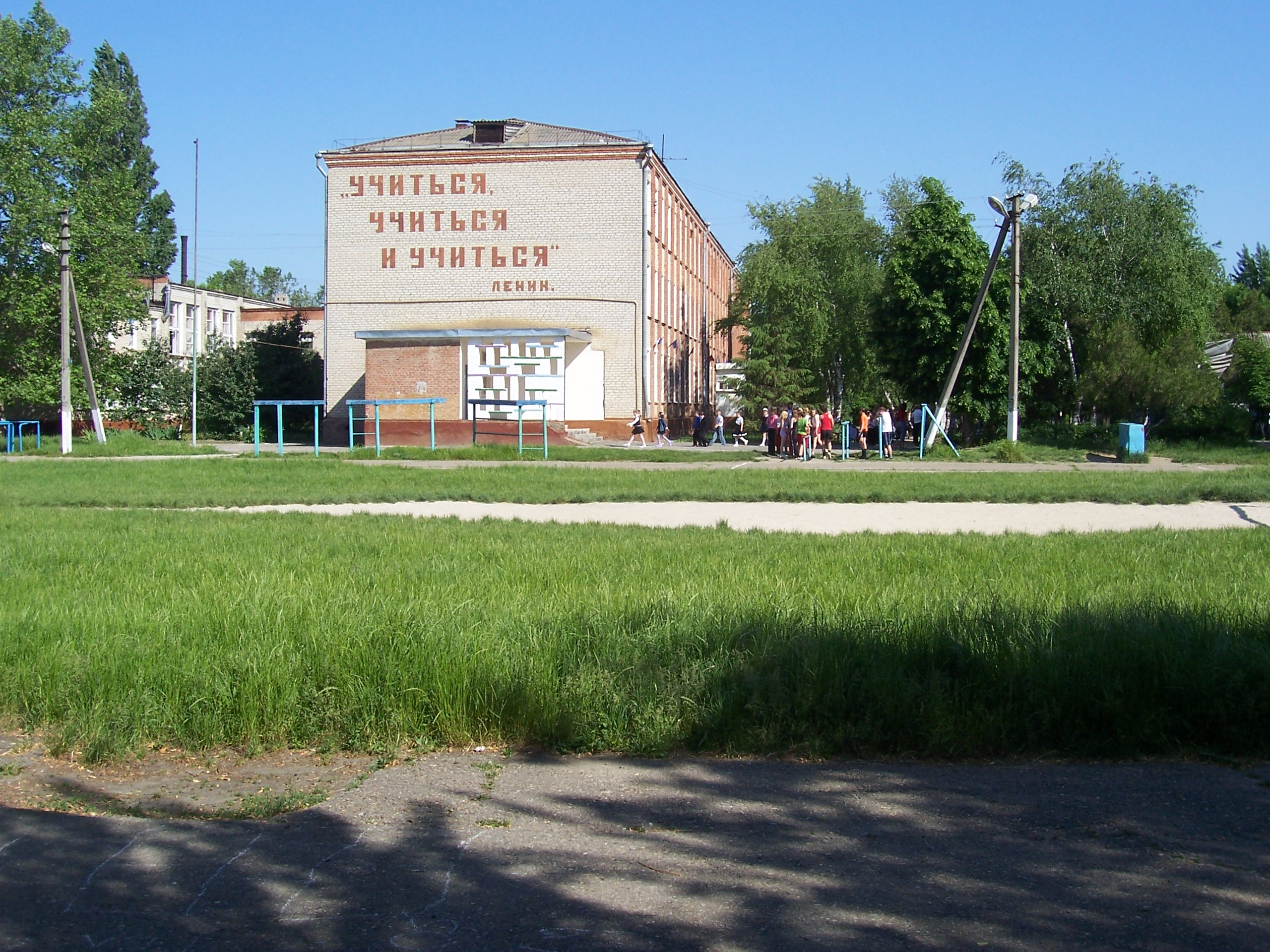
列宁的一句名言“学习,学习,再学习”。它是在庫班河畔斯拉维扬斯克学校的墙写的。这张照片是在2007年拍的。

在蘇聯，對列寧的個人崇拜在有生之年期間便開始發展，但直到其逝世後才完全建立:327:185:260。根據歷史學家尼娜·圖馬金所說，這是自從美國喬治·華盛頓之後，作為世界上最精心製作的革命領導人崇拜代表，且屢次有說法稱其實際上屬於「準宗教」:814。列寧的半身或全身雕塑像幾乎設置在每個村莊，其面容裝飾在郵票、餐具、海報、及蘇聯報紙《真理報》和《消息報》頭版:486，他曾居住或暫住的地方則改建成奉獻給他的博物館:328。圖書館、街道、農場、博物館、城鎮和整個地區也都以他命名:328，其中彼得格勒城市在1924年易名「列寧格勒」:437:482，而他的出生地辛比爾斯克則成為「烏里揚諾夫斯克」:22。另一方面，列寧勳章經過制定而成為國家最高勳章:486。但這些全部與列寧自身願望相反，並遭到其遺孀公開批評:440。
許多傳記作者聲稱列寧的著作，在蘇聯比照類似宗教經典的方式對待:439:482，派普斯更補充說：「他的每個見解被引用來證明政策、或作為另一部福音看待。:1」史達林透過斯維爾德洛夫大學一系列講座，將列寧主義整理成典籍，之後出版《列寧主義的問題》:185:260, 284:484。史達林還校對許多已故的領導人著作，並將這些秘密檔案存放在馬克思-恩格斯-列寧學會:274-275。而列寧在克拉科夫的藏書等資料，為了交付學會收集存放，經常花費巨資以從海外取得:262。這些著作在蘇聯時代也同樣受到嚴格管制，且只有極少數人得以拿取:261。
在這期間，俄羅斯則為列寧已發表作品出版5個獨立版本，第一個版本開始於1920年，而最後一個版本則在1958年至1965年期間。雖然有5個稱為「完整版本」的版本，實際上仍為了政治權宜之計而有許多省略:1-2:183。其中所有對史達林具有用處的列寧著作獲得出版，但其他部分仍然處於隱藏狀態:263，而列寧並非俄羅斯人血統、及其貴族身份的知識則遭到隱瞞:486。特別是直到1980年代為止，其猶太人血統仍不得發表:20:99，或許是由於蘇聯反猶太主義:6，如此才不會破壞史達林俄羅斯化的努力:108；亦有可能是在國際反猶太主義中，避免提供反蘇情緒的燃料:6。在史達林政權統治下，積極將列寧描繪成史達林的密友，並支持史達林努力爭取下一位蘇聯領導人:485。
在史達林逝世後，尼基塔·赫魯雪夫成為蘇聯領導人，且開始引用列寧的著作展開去斯大林化的過程，這也包括史達林合法化地位的過程:452-453:491-492:131。1985年，米哈伊尔·戈尔巴乔夫上臺後，提出經濟改革和開放政策，在這些行動中也重新恢復引用列寧的原則:491-492。而在1991年年底蘇聯解體後，俄羅斯總統鲍里斯·叶利钦命令消除共產黨對於列寧的檔案的限制，並由國家管理的機構俄羅斯社會政治史國家檔案館取代；後者揭露超過6,000多份未公開出版發行的列寧著作，這些著作後來經過解密，且可用於學術研究:2-3。然而由於認識到列寧聲望太高、且在俄羅斯平民間受到敬重，葉爾辛並未拆除列寧陵墓:492。
2012年，支持俄羅斯自由民主黨提議除去所有列寧紀念碑，該建議獲得部分執政党統一俄羅斯成員支持，但也遭到俄羅斯聯邦共產黨強烈地反對。而在2013年至2014年爆發的烏克蘭親歐盟示威運動中，抗議者將弗拉基米爾·列寧雕像視為俄羅斯帝國主義的象徵，並有數尊紀念雕像在抗議中遭到毀損或破壞。2015年4月，烏克蘭政府下令遵守烏克蘭去共化法律而拆除其他雕像。而在列寧的猶太人身分曝光後，俄羅斯極右派反覆強調這點，聲稱其繼承的猶太人血緣解釋他渴望根除傳統俄羅斯社會:134,159-161。

### 國際運動
沃爾科戈諾夫聲稱：「歷史上幾乎沒有另一個人，能夠如此深刻地成功改變這麼大規模的社會。:326」列寧的政府部門奠定統治俄羅斯70年的政府體制框架基礎，且提供在20世紀中期、往後三分之一世界中出現的共產黨領導國家典型:391，列寧的影響因此具有全球性:259。其中歷史學家阿爾伯特·里塞斯認為如果將十月革命看作20世紀最重要的事件，列寧必然「不管好事或壞事，都會被認為是這個世紀最重要的政治領導人」；瑞德則認為他是20世紀最廣泛、普遍的識別圖標:283，萊恩則認為他是現代歷史最重要且最有影響力的人物之一:5。
在列寧逝世後，史達林政府部門建立名稱為「馬克思列寧主義」的意識形態，隨著許多共產主義運動派系相互傾軋，該運動也發展成不同解釋:482:9。在因為史達林政府部門而被迫流亡後，托洛斯基認為史達林主義是列寧主義的墮落，是由官僚主義和史達林個人獨裁支配:132。不過根據列寧傳記作者大衛·舒伯所說，列寧的信念和範例建立今日共產主義運動的基礎:10；而在20世紀期間，出現在世界各地的共產主義政權多聲稱忠誠於列寧的信念:5。但另一方面，俄羅斯總統佛拉迪米爾·普丁曾批評列寧按照民族劃分國家行政區、及讓具主權的加盟共和國擁有退出蘇聯的權利，最終該思想導致蘇聯解體，此論點亦在俄羅斯社會引發爭議。
其中馬克思列寧主義除了適應20世紀多起最著名的革命運動，還形成史達林主義、毛澤東思想、胡志明思想、卡斯特罗主义等變化形式:283。相反地，後來許多西方國家共產主義者表示自身的宗旨和列寧及其看法並不相關，因此接受馬克思主義、而捨棄馬克思列寧主義，當中便包括曼努埃爾·阿茲卡拉特和讓·艾倫斯坦參與的欧洲共产主义運動:132-133。但另一方面，包括斯拉沃熱·齊澤克、阿兰·巴迪欧、拉爾斯·立、詹明信等一些左派知識分子，提倡恢復列寧不輕易妥協的革命精神，以消除當代全球問題:3。

## 著作

### 重要著作
- 《農民生活中新的經濟變動（德语：Neue wirtschaftliche Vorgänge im bäuerlichen Leben）》（1893年）
- 《什麼是“人民之友”以及他們如何攻擊社會民主黨人？（俄语：Что такое «друзья народа» и как они воюют против социал-демократов?）》（1894年）
- 《俄國資本主義的發展》（1899年）
- 《怎麼辦？》（1902年）
- 《進一步，退兩步（英语：One Step Forward, Two Steps Back）》（1904年）
- 《黨的組織和黨的出版物（俄语：Партийная организация и партийная литература）》（1905年）
- 《社會民主黨在民主革命中的兩種策略》（1905年）
- 《唯物主義和經驗批判主義》（1909年）
- 《馬克思主義的三個來源和三個組成部分》（1913年）
- 《哲學筆記（英语：Philosophical Notebooks）》（1913年）
- 《論民族自決權》（1914年）

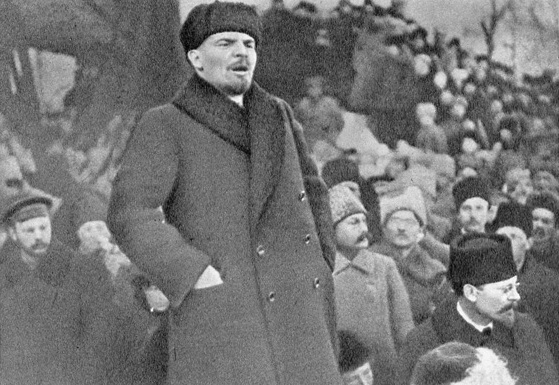
1919年3月18日，列寧在莫斯科紅場舉辦的雅科夫·斯維爾德洛夫悼念會場發表演講。

- 《帝國主義是資本主義的最高階段》（1915年）代表作
- 《怎樣組織競賽？（俄语：Как организовать соревнование）》（1917年）
- 《國家與革命》（1917年）代表作
- 《偉大的創舉（俄语：Великий почин）》（1918年）
- 《無產階級革命與叛徒考茨基（英语：The Proletarian Revolution and the Renegade Kautsky）》（1918年）
- 《共產主義運動中的「左派」幼稚病》（1920年）
- 《論合作社（俄语：О кооперации）》（1923年）
- 《日記摘錄（俄语：Странички из дневника）》（1923年）
- 《論我國革命（俄语：О нашей революции）》（1923年）
- 《列寧遺囑》（1922年至1923年）

### 文集
- 《列宁文选》共2卷，中文版1949外国文书籍出版局
- 《列宁文集》共7卷，中文版1964人民出版社
- 《列宁选集》共4卷，中文版1972人民出版社
- 《列宁斯大林军事文选》，中文版1962军事科学院
- 《列宁军事文集》，中文版1981战士出版社
- 《列宁全集》共39卷，中文版1958人民出版社
- 《列宁全集》第二版共60卷，中文版1985人民出版社。全集分三大部分，即著作卷、书信卷和笔记卷。著作卷(第1～43卷 )，书信卷(第44～53卷)，笔记卷(第54～60卷)。2014年有第二版增订版共7卷，比较重要的文献按发表时间顺序分别收入《列宁全集》第二版增订版相应卷次。第二版增订版60卷书于2015年年底前全部发排完毕，2016年年底前全部出版。